# París
París (en francés: Parisⓘ) es la capital de Francia y de la región de Isla de Francia. Es la ciudad más poblada del país y el único departamento unicomunal de Francia. Su área metropolitana es la más grande en población de toda la Unión Europea.
Está situada en el centro de la cuenca de París, en un bucle del río Sena, entre las confluencias del Marne y del Oise. Fue ocupada desde el siglo III a. C. por el pueblo galo de los Parisii, en el sitio original de Lutecia, del cual toma el nombre de París alrededor del año 310, para irse extendiendo en su área circundante. Capital del reino de los francos durante el reinado de Clodoveo I, París se convirtió en una de las principales ciudades de Francia durante el siglo X, con palacios reales, ricas abadías y una catedral.
Durante el siglo XII, con la Universidad de París, la ciudad se convirtió en uno de los primeros centros de Europa para la educación y las artes. Fijado el poder real en esta ciudad, su importancia económica y política no dejó de crecer. Así, a principios del siglo XIV, París era una de las ciudades más importantes del mundo cristiano. Desde el siglo XVI, fue la metrópolis del imperio colonial francés hasta el siglo XX.
En los siglos XVII y XVIII fue la capital de la principal potencia de occidente. En el siglo XIX, fue la capital primero del Imperio Napoleónico y luego de las artes y los placeres. En los siglos XX y XXI, es una de las principales ciudades de la Unión Europea. Desde la Edad Media, París ha sido un centro destacado de cultura, economía y política, lo que la ha convertido en una ciudad influyente.
La ciudad de París tiene una población de aproximadamente 2,2 millones de habitantes en 2023. Sin embargo, en el siglo XX, el área metropolitana de París se expandió más allá de los límites del municipio de París, y es hoy en día, con una población de 14 684 473 habitantes en 2022, el área metropolitana más poblada del continente europeo y la 28.ª del mundo. La región de París es, junto con la de Londres, uno de los núcleos económicos más importantes de Europa. Con 607 000 millones de euros (845 000 millones de dólares), produjo más de una cuarta parte del producto interior bruto (PIB) de Francia en 2011. La Défense es el principal barrio de negocios de Europa, alberga la sede social de casi la mitad de las grandes empresas francesas, así como la sede de veinte de las cien más grandes del mundo.
Conocida también como la «Ciudad de la Luz» (en francés, Ville lumière), es el destino turístico más visitado del mundo, con más de 42 millones de visitantes extranjeros por año. Entre los monumentos de la ciudad figuran la Torre Eiffel, la catedral de Notre Dame, la avenida de los Campos Elíseos, el Arco de Triunfo, la basílica del Sagrado Corazón, el palacio de Los Inválidos, el Panteón, el Arco de la Defensa, la Ópera Garnier y el barrio de Montmartre, entre otros. También cuenta con museos como el Louvre, el Museo de Orsay y el Museo Nacional de Historia Natural de Francia, así como un extenso sistema de educación superior. París ocupa en el mundo un lugar preponderante en el ámbito de la cultura, la gastronomía, la moda y el lujo.

## Etimología
Su nombre proviene del pueblo galo de los parisios (en latín, Parisii). La palabra «París» deriva del latín Civitas Parisiorum (‘la ciudad de los parisi’), designación que predominó sobre Lutecia (cuyo nombre completo era Lutetia Parisii). No se conoce con certeza el origen del nombre de los parisii.
París tiene muchos sobrenombres, el más famoso de los cuales es el de «Ciudad de la Luz» (la Ville lumière), nombre que remite a su fama como centro de las artes y la educación, pero también (y tal vez por lo mismo) a su adopción temprana de la iluminación urbana.
El gentilicio de los habitantes de París es «parisino» que en francés se dice parisien [paʁizjɛ̃]. A veces, los franceses que viven fuera de París se refieren a sus habitantes como parigots [paʁigo], pero el término, antaño despectivo, ha sido adoptado por los parisinos y ha perdido esa connotación.
Jacques-Antoine Dulaure dio una explicación posible al origen del nombre de los parisii, asociándolo a la diosa egipcia Isis, a causa del descubrimiento de una estatua de la diosa encontrada en la abadía de Saint-Germain-des-Prés. Esta estatua era delgada, alta, erguida, negra, casi desnuda, vestida con ropa adornada en pliegues alrededor de sus extremidades y se encontraba situada en la pared del lado norte, donde se encontraba el crucifijo de la iglesia: se la llamaba el ídolo de Saint-Germain-des-Prés.

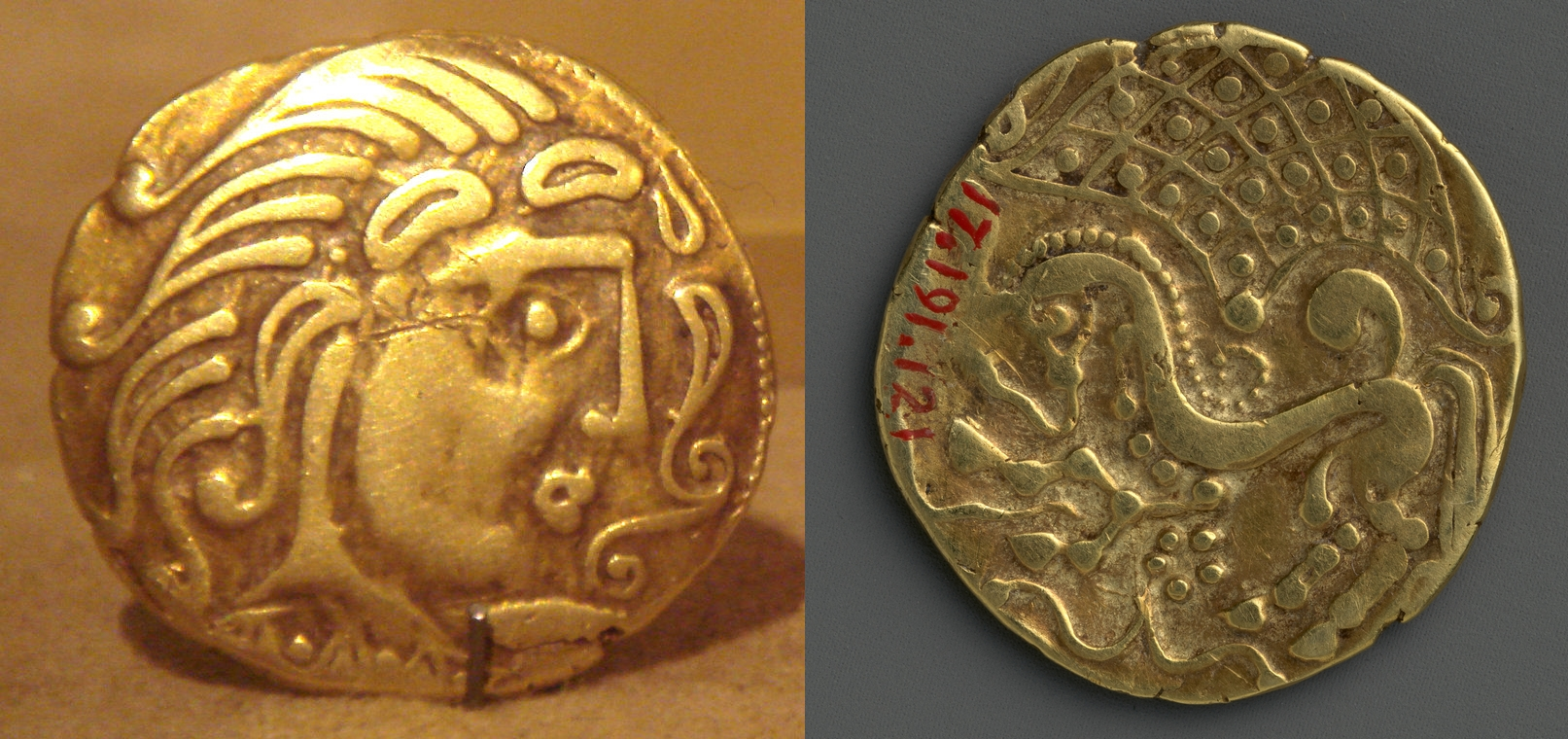
Monedas de los parisios (Museo Metropolitano de Arte).

El escritor François Maspero afirma que el culto a Isis estaba muy extendido en Francia, especialmente en la cuenca de París. Por todas partes existían templos de Isis según la terminología occidental, pero sería más exacto decir de la «Casa de Isis» porque dichos templos fueron llamados en egipcio Per o Par, palabra que en egipcio antiguo significa exactamente 'el recinto que rodea la casa'. París sería el resultado de la yuxtaposición de Per/Par-Isis, palabra que designa las ciudades de Egipto.
Los parisii también le dieron su nombre a las localidades de Villeparisis, Cormeilles-en-Parisis, Fontenay-en-Parisis y a la región de Parisis (también conocida como Plaine de France y que a su vez, dio el nombre de Francia a todo el país).

## Historia

### Edad Antigua

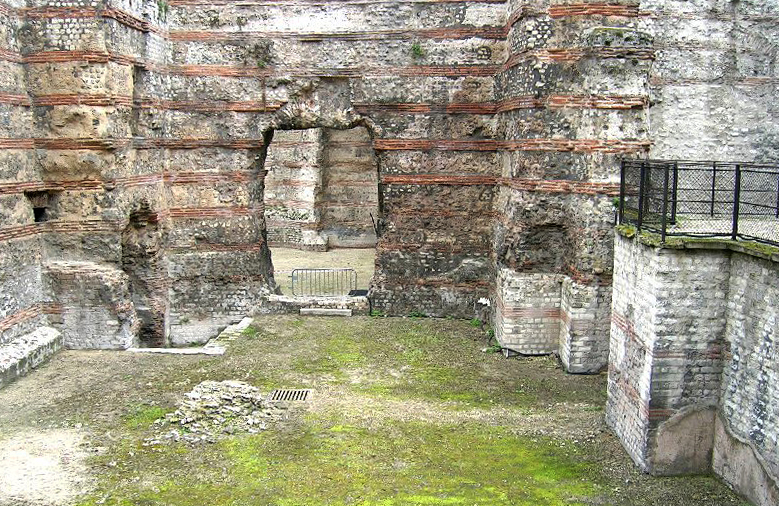
Caldarium de Cluny.

Los parisios, pueblo galo del que se deriva el nombre de París, dominaban el sector cuando las tropas de Julio César sitiaron el lugar. Se cree que los parisios fundaron la ciudad entre 250 a. C. y 200 a. C., aunque se desconoce el lugar exacto del emplazamiento de la ciudad gala; si bien, hay varios indicios que señalan que se establecieron en lo que hoy es la Ile de la Cité,[cita requerida] sobre todo por razones de defensa estratégica al estar protegido el asentamiento por los brazos del río Sena que flanquean dicha isla fluvial.
En 52 a. C. cuando los romanos tomaron la ciudad, la rebautizaron llamándola Lutecia (Lutetia) y la reconstruyeron durante el siglo I en la orilla izquierda del río Sécuana (Sena). En el siglo IV el emperador Juliano II estableció su cuartel general durante un invierno en la Isla de Francia.

### Edades Media y Moderna

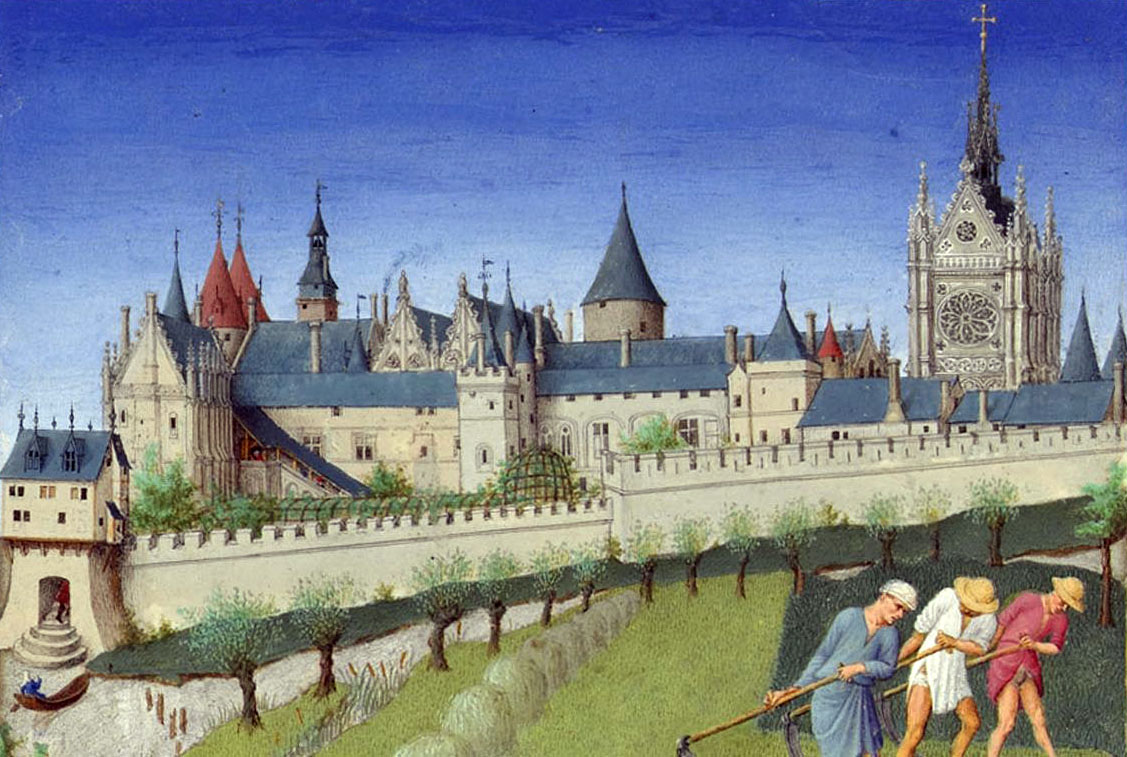
El Palais de la Cité y la Sainte Chapelle según una ilustración de Las muy ricas horas del Duque de Berry.

París toma su nombre actual en el siglo IV y Clodoveo, rey de los francos la hace su capital en 508, tras su victoria sobre los romanos. Durante el siglo IX se construyeron murallas de protección sobre la ribera derecha, mientras que la izquierda fue destruida por los normandos en 885.
Cuando los Capetos consiguen el trono de Francia en 987, París es una de las dos grandes ciudades de su dominio personal. Con Felipe Augusto (1180-1223) París se convierte definitivamente en la capital del reino. Se construye una nueva muralla protegiendo un sector más amplio. En el siglo XIV, Carlos V (1371-1380) crea una muralla incluso mayor que la antes citada.
Entre finales del siglo XVI y comienzos del XVII, Enrique IV construye los primeros conjuntos arquitectónicos modernos como la Place des Vosges. Su sucesor Luis XIII extiende la muralla de Carlos V sobre la orilla derecha. Luis XIV destruye esa muralla y ordena construir en su lugar los primeros grandes bulevares.
En el inicio de este periodo la ciudad es centro de importantes transformaciones socioculturales. En 1527 Francisco I traslada de nuevo la corte a París, específicamente al castillo del Louvre que es reconstruido. Personajes centrales de esta etapa son Enrique IV y Catalina de Médicis, quien manda a construir el Palacio de las Tullerías. La ciudad sería un importante centro gótico y renacentista y su población en 1500 era de 185 000 habitantes, la segunda de Europa tras Constantinopla. Durante esta etapa se realiza mucho trabajo urbanístico; lo más destacado es la creación de «plazas reales» con distintas formas. Estas plazas están rodeadas de viviendas, con la estatua de un rey en el centro y tenían el objetivo de reactivar distintas partes de la ciudad o articular calles. Algunos ejemplos son la Place Dauphine y la Place des Vosges. También se comenzó muy tímidamente con la organización de la ciudad mediante el trazado de algunos bulevares; trabajo que será continuado por el barón Haussmann en el siglo XIX ya con una planificación global de la ciudad.
El 24 de agosto de 1572 se desata en esta ciudad la matanza de la noche de San Bartolomé, un episodio capital en las llamadas guerras de religión.
En su calidad de ciudad más importante de Francia y centro del poder, París acogió a varias de las más importantes personalidades de la historia en este periodo, pensadores como Voltaire, gobernantes como Luis XIV y hombres de estado como Richelieu, Colbert y Mazarino. Además la ciudad y especialmente la cercana población de Versalles, se constituyeron en ejemplo de lo que debía ser la arquitectura de una capital. En 1786 se inicia el traslado de los huesos humanos del cementerio de Les Halles, a las canteras excavadas en la época galorromana a 20 metros de profundidad en las bases de Montparnasse, Montrouge y Montsorius, formando de esta manera las famosas catacumbas de París.
A finales del siglo XVIII, la toma de la fortaleza de la Bastilla, que se encontraba en el oriente de la ciudad, se convirtió en el arranque simbólico de la Revolución francesa, un proceso de profunda transformación del país que se había iniciado en París poco antes, durante los Estados Generales de 1789.

### Edad Contemporánea

Toma de la Bastilla en 1789.

Tras proclamarse emperador, Napoleón Bonaparte se decide por París como capital de su Imperio, luego de haber contemplado a Lyon para tal privilegio. Bajo el reinado de Luis Felipe, la ciudad acelera su ritmo de crecimiento. En este momento, Pierre Daunou redactó la Constitución del Año VIII.

#### Segundo Imperio

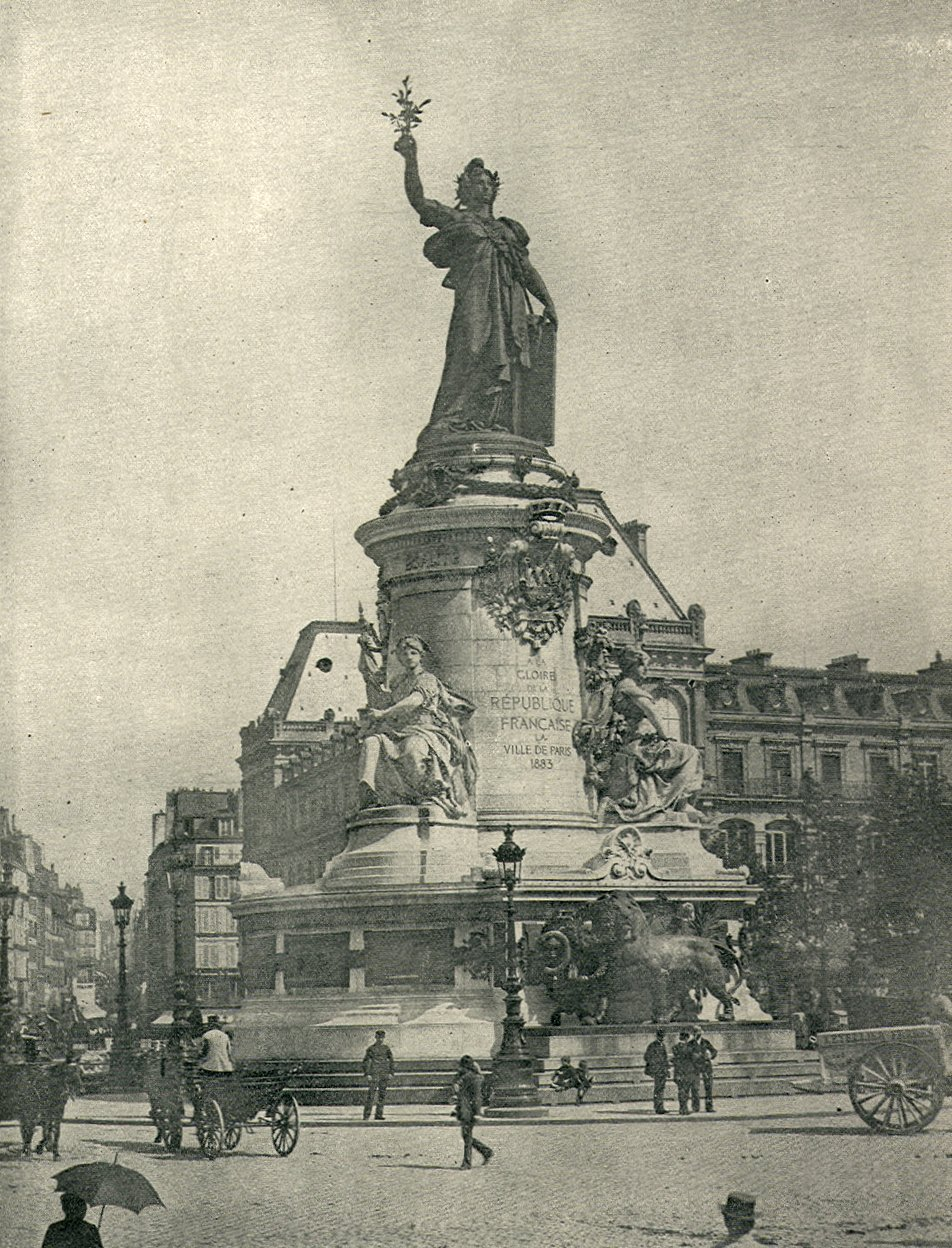
Plaza de la República hacia el año (1890).

La transformación de París durante el Segundo Imperio de Napoleón III (1852-1870) le dio a la ciudad su fisonomía actual. El emperador comisionó al Barón Haussmann para que ejecutara los cambios necesarios para convertir a París en la ciudad más moderna del mundo en su época. Se demolió gran parte de la ciudad antigua y medieval y se dio paso a los grandes bulevares y a los edificios modernos, el más destacado de los cuales fue la Ópera Garnier. Se construyeron canalizaciones de aguas y otros importantes adelantos en obras públicas. Este periodo llegó a su fin después de la caída del emperador como consecuencia de la derrota sufrida por su ejército en la guerra franco-prusiana, momento tras el cual, la ciudad fue testigo de la formación de la Comuna de París, en el cual los ciudadanos de la ciudad, buscaron fundar un gobierno gestionado por el pueblo, este movimiento fue cruentamente disuelto, después de una heroica resistencia popular. En los años ochenta y noventa del siglo XIX continuaron dándole a la ciudad su fisonomía más conocida.
Exposiciones universales
París albergó durante la segunda mitad del siglo XIX varias exposiciones universales. La más destacada tuvo lugar en 1889 con motivo de la conmemoración del primer centenario de la revolución. Para este evento fue construida la Torre Eiffel que, aunque debía ser desmontada una vez terminada la exposición, continúa actualmente en su emplazamiento original.

#### SigloXX
El siglo XX se inició con la inauguración de la primera línea del Metro de París, cuyas obras habían empezado en 1898. En 1900 se desarrolló otra Exposición Universal, la más notable de París, para la cual se construyeron obras notables de arquitectura que todavía siguen en pie, tales como el Grand Palais, el Petit Palais, la estación y ahora Museo de Orsay, el puente Alejandro III y la Estación de Lyon. En 1919 comenzó la demolición de las fortificaciones que rodeaban París.

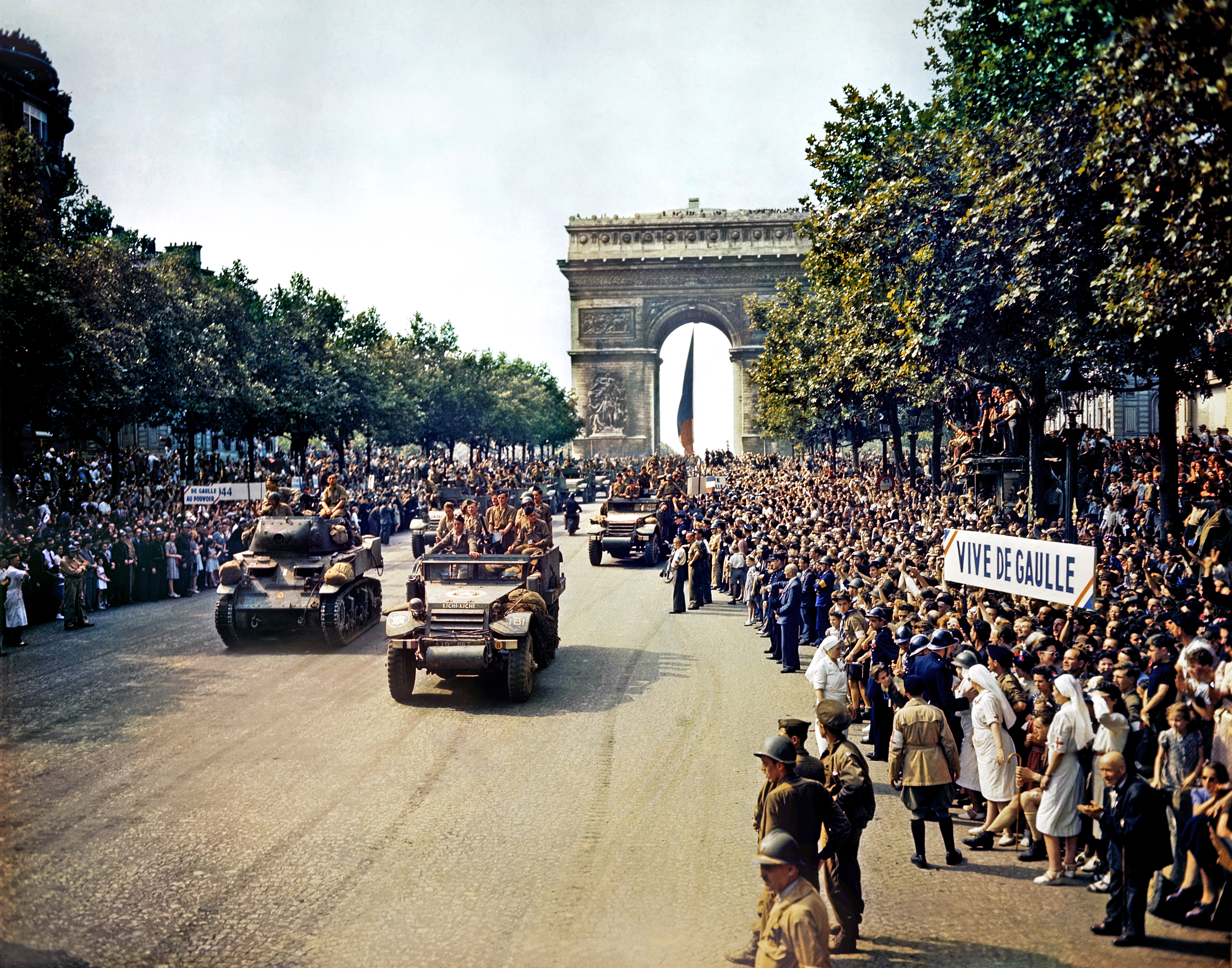
La 2.ª división del general Leclerc desfila en los Campos Elíseos después de la liberación de París.

En 1940, en el marco de la Segunda Guerra Mundial, la ciudad fue ocupada por la Wehrmacht como consecuencia del armisticio firmado con la Alemania nazi. París estuvo administrada por las fuerzas de ocupación, que la abandonaron después de cuatro años sin causarle destrozos de consideración, en comparación con los daños sufridos en otras ciudades europeas en esa guerra. Para los aliados París no era una plaza de importancia estratégica y por ello preferían eludir la liberación de París ya que su objetivo era traspasar pronto el Rin. Sin embargo, el general De Gaulle consiguió convencerlos de la necesidad de liberar París ante el temor de que un régimen comunista se instaurara en la república si la resistencia vencía a los alemanes. Tras la liberación, las parisinas sospechosas de colaborar con los alemanes fueron humilladas y rasuradas.

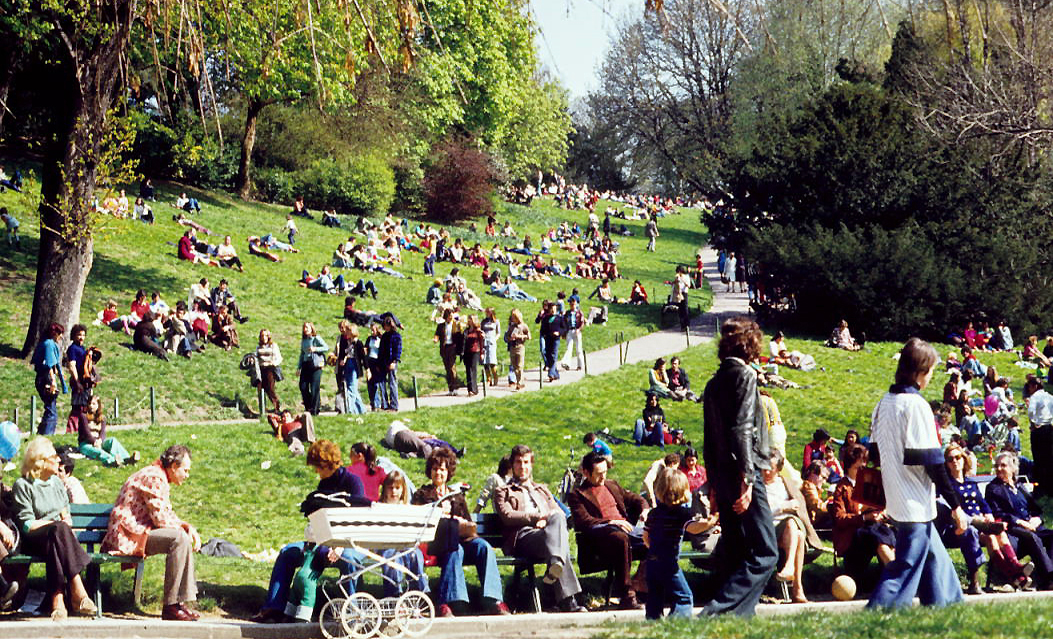
Gente tomando el sol en Buttes-Chaumont a mediados de la década de 1970.

Durante los mandatos del general De Gaulle de 1958 a 1969, varios acontecimientos políticos tuvieron lugar en la capital. En 1961, una manifestación en favor de la independencia de Argelia fue violentamente reprimida. En 1968, un movimiento estudiantil iniciado en la Universidad de Nanterre desencadena más de un mes de protestas y huelgas al unirse con un amplio movimiento social de reivindicaciones: el Mayo Francés. El 13 de mayo, cientos de miles de personas protestaban contra la violencia policial. Después de dos meses de agitación y disturbios, los franceses votaron a favor del general De Gaulle en las elecciones legislativas de junio y volvió la calma parcialmente.
Bajo la administración del presidente François Mitterrand, en la década de 1980 y comienzos de los 90, la ciudad recibió un renovado impulso en su urbanismo e infraestructura. Se renovaron sectores deprimidos de la ciudad,[cita requerida] particularmente en barrios de la ribera izquierda [¿cuál?]. En el barrio de La Villette se creó un amplio parque con instalaciones culturales. Se levantaron nuevos edificios emblemáticos como la nueva biblioteca nacional, el Arche de la Défense y se llevó a cabo la transformación de la estación de ferrocarril de Orsay en museo, siguiendo una iniciativa del expresidente de la República Valéry Giscard d'Estaing. Se renovaron los accesos al Museo del Louvre creando una pirámide de vidrio en su patio principal.

#### SigloXXI

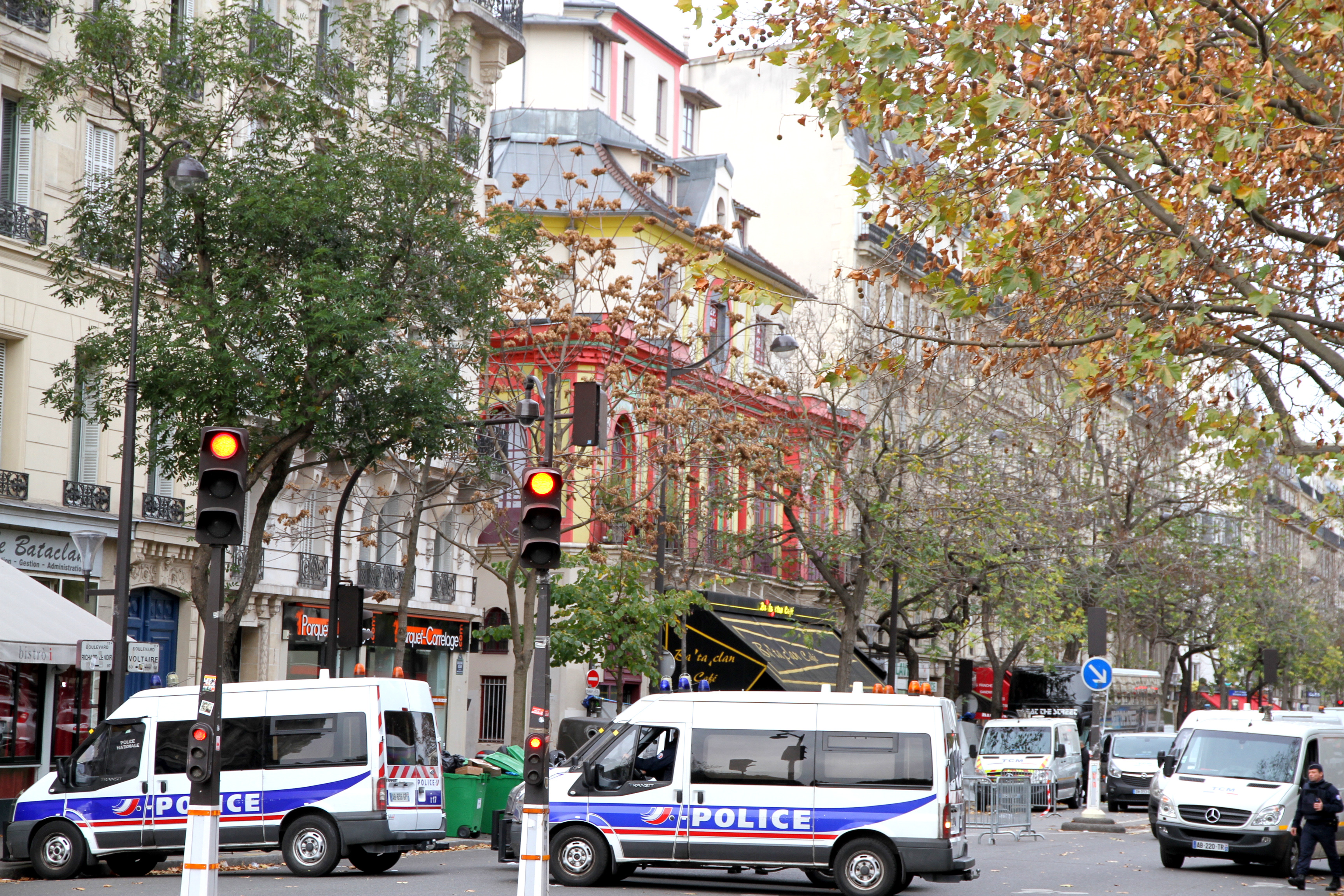
Furgonetas de policía tras los atentados de 2015.

El 13 de noviembre de 2015, varios atentados acabaron con la vida de 131 personas junto al estadio de Francia, en la vecina localidad de Saint-Denis, y en la capital, en diferentes bares y terrazas del centro de la ciudad, así como en la sala de conciertos Bataclan.
La tarde del 15 de abril de 2019 la catedral de Notre Dame sufrió un incendio accidental durante las reformas, de grandes proporciones, que ocasionó daños considerables, el tejado se derrumbó, incluyendo la aguja, y tanto el espacio interior como muchos bienes muebles se dañaron gravemente.

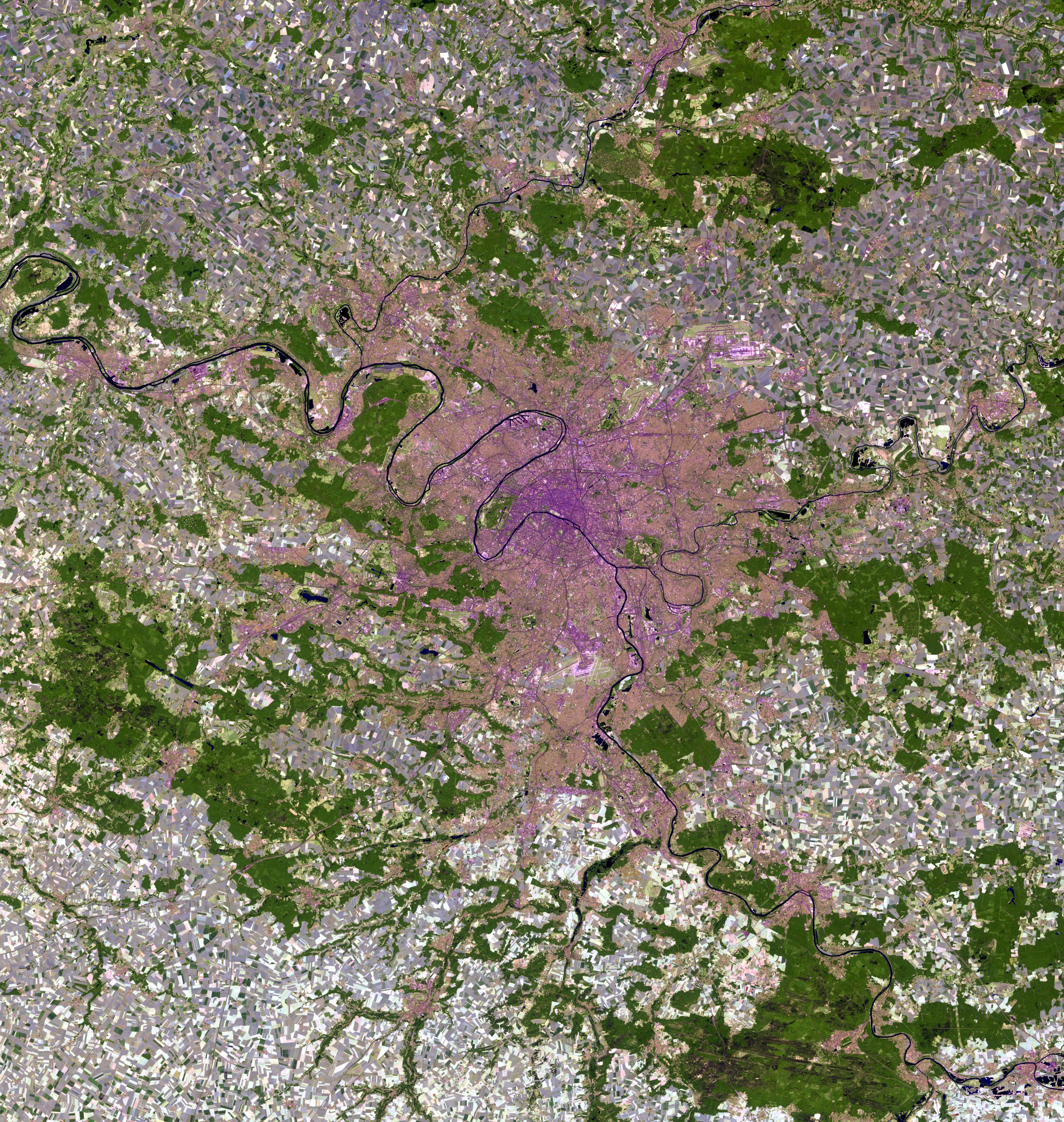
Imagen satelital de la ciudad.

## Geografía
París está situado en el norte de Francia, en el centro de la cuenca parisina. La ciudad es atravesada por el río Sena. En el centro de la ciudad destacan dos islas que constituyen su parte más antigua, Île Saint-Louis y la Isla de la Cité. En general, la ciudad es relativamente plana, y la altitud más baja es de 35 metros sobre el nivel del mar. Alrededor del centro de París destacan varias colinas, siendo la más alta Montmartre con 130 metros.
La última gran modificación del área de París ocurrió en 1860. Además de la anexión de arrabales periféricos y de darle su forma moderna, en esta modificación se crearon veinte arrondissements (distritos municipales), dispuestos en forma de espiral y siguiendo el sentido de las agujas del reloj. De los 78 km² que abarcaba París en 1860, la ciudad se amplió a hasta los 86,9 km² en la década de 1920. En 1929 los parques forestales bosque de Boulogne y bosque de Vincennes se anexaron oficialmente a la ciudad, lo que conformó su área actual de 105,4 km².
El área urbana se extiende mucho más allá de los límites de la ciudad, con extensiones de crecimiento urbano a lo largo de los ríos Sena y Marne hacia el sudeste y este, así como a lo largo del Sena y del río Oise al noroeste y norte. Más allá de los principales suburbios, la densidad de población desciende bruscamente: una mezcla de bosques y de zonas agrícolas con una serie de ciudades satélites distribuidas de manera dispersa y relativamente uniforme. Esta corona urbana, cuando se combina con la aglomeración de París, completa el área urbana de París, que abarca un óvalo 14 518 km², un área cerca de 138 veces mayor que la de París.

### Clima

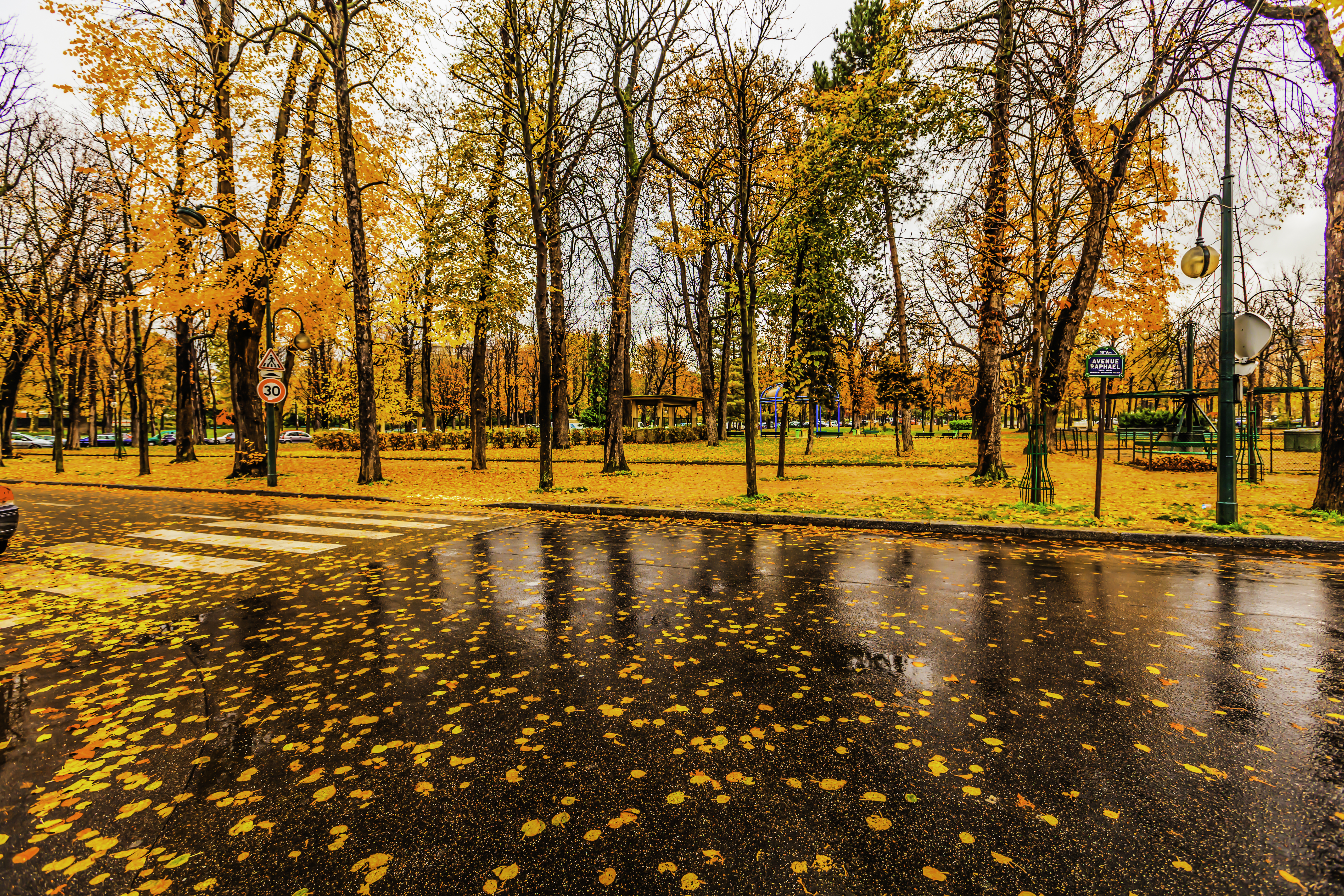
Otoño en un parque de París

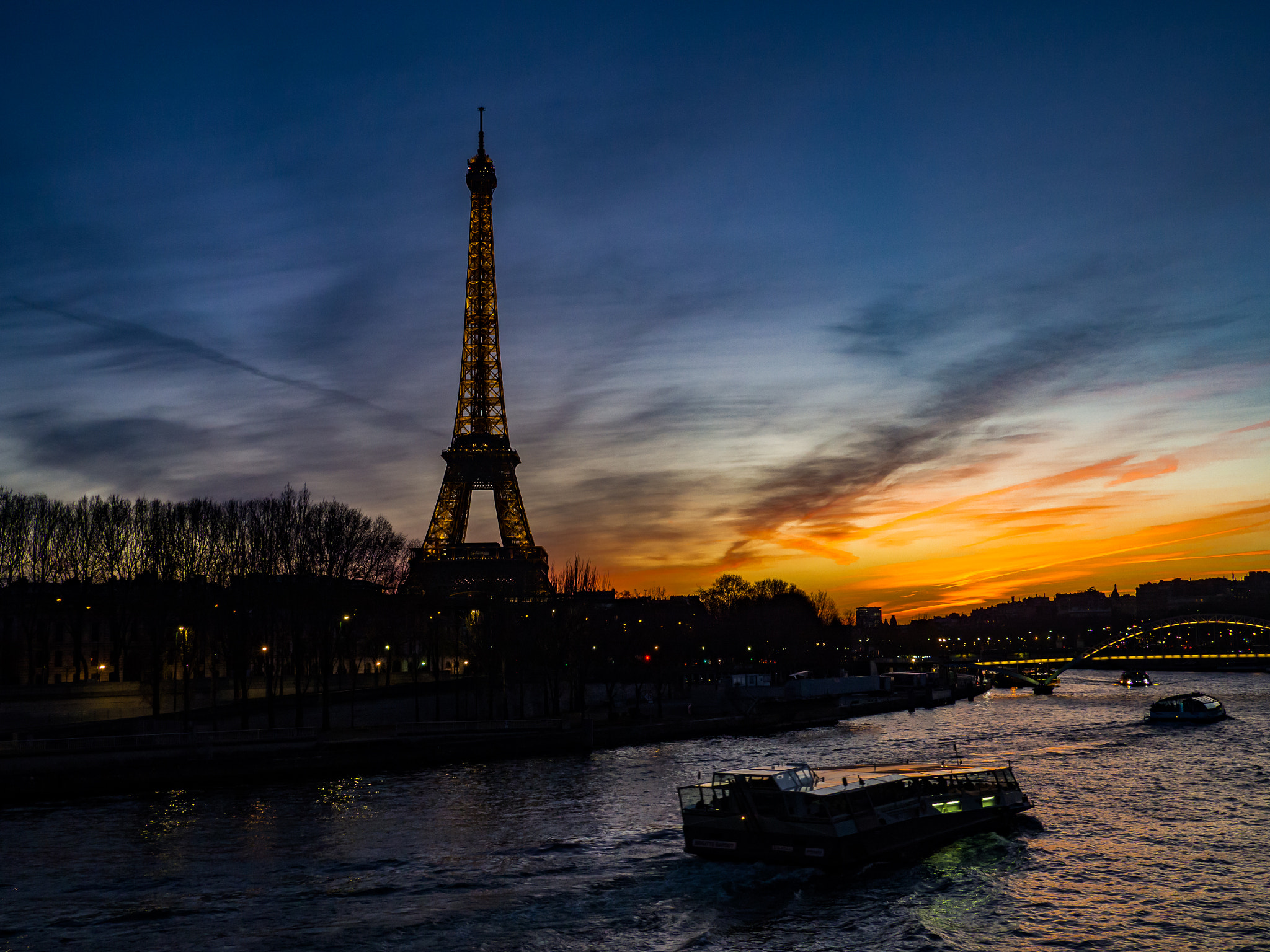
El río Sena a su paso por París

El clima de París es clima oceánico templado (Cfb) o (también denominado «clima de transición») al encontrarse alejada de la costa. Las precipitaciones son algo abundantes aunque no excesivas, con una media de aproximadamente 634 mm y están repartidas a lo largo de todo el año de forma regular sin tener un destacado mínimo pluviométrico (es decir, una estación seca). Las temperaturas en verano pueden superar los 30 °C ocasionalmente, aunque rara vez se superan los 35 °C; las temperaturas máximas suelen rondar entre los 25 °C y 30 °C y son frecuentes las tormentas. La primavera y el primer mes del otoño son suaves, con abundantes días de lluvia. Durante gran parte del otoño y en todo el invierno reina el frío. En algunos meses (sobre todo en diciembre, enero y febrero) el frío se da de manera intensa, con temperaturas que apenas superan los 7 grados de máxima y mínimas que muchas veces no llegan a 0 grados.
| Parámetros climáticos promedio de París (parque Montsouris), normales 1991–2020, extremos 1872–presente | Parámetros climáticos promedio de París (parque Montsouris), normales 1991–2020, extremos 1872–presente | Parámetros climáticos promedio de París (parque Montsouris), normales 1991–2020, extremos 1872–presente | Parámetros climáticos promedio de París (parque Montsouris), normales 1991–2020, extremos 1872–presente | Parámetros climáticos promedio de París (parque Montsouris), normales 1991–2020, extremos 1872–presente | Parámetros climáticos promedio de París (parque Montsouris), normales 1991–2020, extremos 1872–presente | Parámetros climáticos promedio de París (parque Montsouris), normales 1991–2020, extremos 1872–presente | Parámetros climáticos promedio de París (parque Montsouris), normales 1991–2020, extremos 1872–presente | Parámetros climáticos promedio de París (parque Montsouris), normales 1991–2020, extremos 1872–presente | Parámetros climáticos promedio de París (parque Montsouris), normales 1991–2020, extremos 1872–presente | Parámetros climáticos promedio de París (parque Montsouris), normales 1991–2020, extremos 1872–presente | Parámetros climáticos promedio de París (parque Montsouris), normales 1991–2020, extremos 1872–presente | Parámetros climáticos promedio de París (parque Montsouris), normales 1991–2020, extremos 1872–presente | Parámetros climáticos promedio de París (parque Montsouris), normales 1991–2020, extremos 1872–presente |
| Mes | Ene. | Feb. | Mar. | Abr. | May. | Jun. | Jul. | Ago. | Sep. | Oct. | Nov. | Dic. | Anual                                                                                                   |
| --- | --- | --- | --- | --- | --- | --- | --- | --- | --- | --- | --- | --- | --- |
| Temp. máx. abs. (°C)                                                                                    | 16.1 | 21.4 | 26.0 | 30.2 | 34.8 | 37.6 | 42.6 | 39.5 | 36.2 | 28.9 | 21.6 | 17.1 | 42.6 |
| Temp. máx. media (°C)                                                                                   | 7.6 | 8.8 | 12.8 | 16.6 | 20.2 | 23.4 | 25.7 | 25.6 | 21.5 | 16.5 | 11.1 | 8.0 | 16.5 |
| Temp. media (°C)                                                                                        | 5.4 | 6.0 | 9.2 | 12.2 | 15.6 | 18.8 | 20.9 | 20.8 | 17.2 | 13.2 | 8.7 | 5.9 | 12.8 |
| Temp. mín. media (°C)                                                                                   | 3.2 | 3.3 | 5.6 | 7.9 | 11.1 | 14.2 | 16.2 | 16.0 | 13.0 | 9.9 | 6.2 | 3.8 | 9.2 |
| Temp. mín. abs. (°C)                                                                                    | -14.6                                                                                                   | -14.7                                                                                                   | -9.1 | -3.5 | -0.1 | 3.1 | 6.0 | 6.3 | 1.8 | -3.8 | -14.0                                                                                                   | -23.9                                                                                                   | -23.9                                                                                                   |
| Precipitación total (mm)                                                                                | 47.6 | 41.8 | 45.2 | 45.8 | 69.0 | 51.3 | 59.4 | 58.0 | 44.7 | 55.2 | 54.3 | 62.0 | 634.3                                                                                                   |
| Días de precipitaciones (≥ 1.0 mm)                                                                      | 9.9 | 9.1 | 9.5 | 8.6 | 9.2 | 8.3 | 7.4 | 8.1 | 7.5 | 9.5 | 10.4 | 11.4 | 108.9                                                                                                   |
| Días de nevadas (≥ 1 mm)                                                                                | 3.0 | 3.9 | 1.6 | 0.6 | 0.0 | 0.0 | 0.0 | 0.0 | 0.0 | 0.0 | 0.7 | 2.1 | 11.9 |
| Horas de sol                                                                                            | 59.0 | 83.7 | 134.9                                                                                                   | 177.3                                                                                                   | 201.0                                                                                                   | 203.5                                                                                                   | 222.4                                                                                                   | 215.3                                                                                                   | 174.7                                                                                                   | 118.6                                                                                                   | 69.8 | 56.9 | 1717.0                                                                                                  |
| Humedad relativa (%)                                                                                    | 83 | 78 | 73 | 69 | 70 | 69 | 68 | 71 | 76 | 82 | 84 | 84 | 75.6 |
| Fuente: Meteo France (días con nieve 1981–2010), Infoclimat.fr (humedad 1961–1990)                      | | | | | | | | | | | | | |

### Hidrografía
El Sena atraviesa la ciudad en forma de arco, entrando por el sureste y saliendo por el suroeste. Más de treinta puentes cruzan el río.
La ciudad también está atravesada por el Bièvre, un modesto río ahora enteramente subterráneo, que entra por el sur, y por el Canal Saint-Martin (4,5 km), inaugurado en 1825. Forma la parte terminal del canal de Ourcq (108 km) y del canal de Saint-Denis (6,6 km), inaugurado en 1821, que se une al Sena aguas abajo, evitando la ciudad. Alimenta el Bassin de la Villette, pasa subterráneo bajo los bulevares Jules-Ferry y Richard-Lenoir y la plaza de la Bastilla, atraviesa el Port de l'Arsenal y se une al Sena aguas arriba de la Île Saint-Louis.
Antiguamente, el Sena tenía otro afluente en París: el arroyo Ménilmontant, que atravesaba los suburbios de Saint-Martin y Saint-Denis, pasaba por detrás de la Grange-Batelière, continuaba por Ville-l'Évêque y Roule y desembocaba en el Sena al norte de la colina de Chaillot. A partir del siglo XVI, se transformó en cloaca y se convirtió en el Grand Égout, que fue cubierto hacia 1760.
Otros cursos de agua han atravesado París, como el ru Orgueilleux (a veces escrito ru des Orgueuilleux), el darse du fond de Rouvray, el ruisseau de Gravelle, el ruisseau de Montreuil -también conocido como ruisseau de la Pissotte- y el ruisseau de Saint-Germain.
La ciudad se ha visto afectada por numerosas inundaciones, de las cuales las más importantes antes del siglo XX fueron las de 583, 842, 1206, 1280, 1325, 1407, 1499, 1616, 1658, 1663, 1719, 1733, 1740, 1764, 1799, 1802, 1836, 1844 y 1876. Las grandes inundaciones más recientes fueron las del Sena de 1910, 1924, 1955, 1982 y 2016.

### Relieve

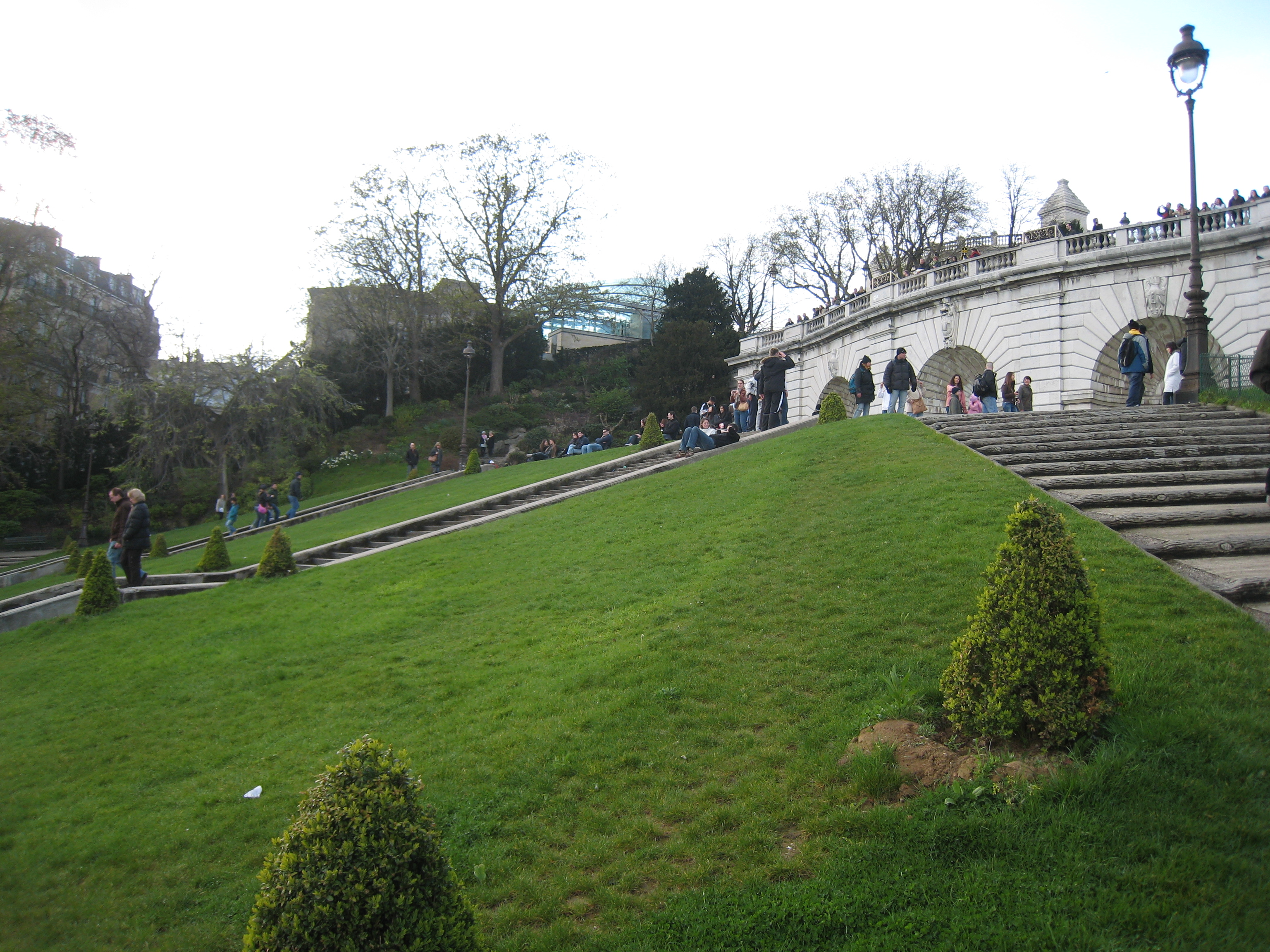
Montmartre es una colina de 130 metros de altura situada en la ribera derecha del río Sena

El área de París se extiende alrededor de un amplio valle que abarca el curso actual del Sena, la cuenca del Bièvre en la época neolítica y el curso del Sena anterior a esta cuenca, que formaba un arco desde Bercy hasta el Puente del Alma alrededor de los Grandes Bulevares. Este antiguo curso, que se dividía en múltiples ramales, era una zona pantanosa drenada en la Edad Media e inundada en 1910. Esta llanura aluvial se extiende hacia el norte hasta las calles de Paradis, Bleue, Lamartine, Saint-Lazare, de la Pépinière y de la Boétie, cuyo curso corresponde a un antiguo foso que en la Edad Media marcaba el límite del Marais Sainte-Opportune.
Más allá, el terreno se eleva hacia el Col de la Chapelle al este, el Butte Montmartre en el centro y, en suave pendiente, hacia el amplio paso a una altitud de 40 a 50 metros entre este butte y la colina de Chaillot. Más allá de este paso, la pendiente muy suave hacia el Sena en Levallois-Perret y Clichy corresponde a los distritos de Plaine-de-Monceaux y Batignolles. En la orilla izquierda, el valle se extiende hacia el oeste hasta el distrito 7 y los barrios de Grenelle y Javel, y hacia el este hasta los barrios de Jardin-des-Plantes, Salpêtrière y Gare. La altitud de estas zonas, que oscila entre los 31 y los 39 metros, se sitúa justo por encima del nivel medio del río, que es de 26,72 metros.
La erosión entre los dos cursos del río, el actual y el anterior, había dejado las modestas e insumergibles eminencias de Saint-Germain-l'Auxerrois, Saint-Jacques-la-Boucherie, Saint-Merri, Saint-Gervais, la Butte des Moulins y la Butte Saint-Roch en la orilla derecha, que fueron en gran parte niveladas durante las obras de urbanización. Sin embargo, la colina de Saint-Gervais aún puede verse alrededor de la iglesia del mismo nombre. Las escaleras de la rue Saint-Bon y de la rue Cloche-Perce que conducen a la rue de Rivoli y la torre de Saint-Jacques, vestigio de la antigua iglesia del mismo nombre, también son testigos de las operaciones de nivelación del Segundo Imperio.

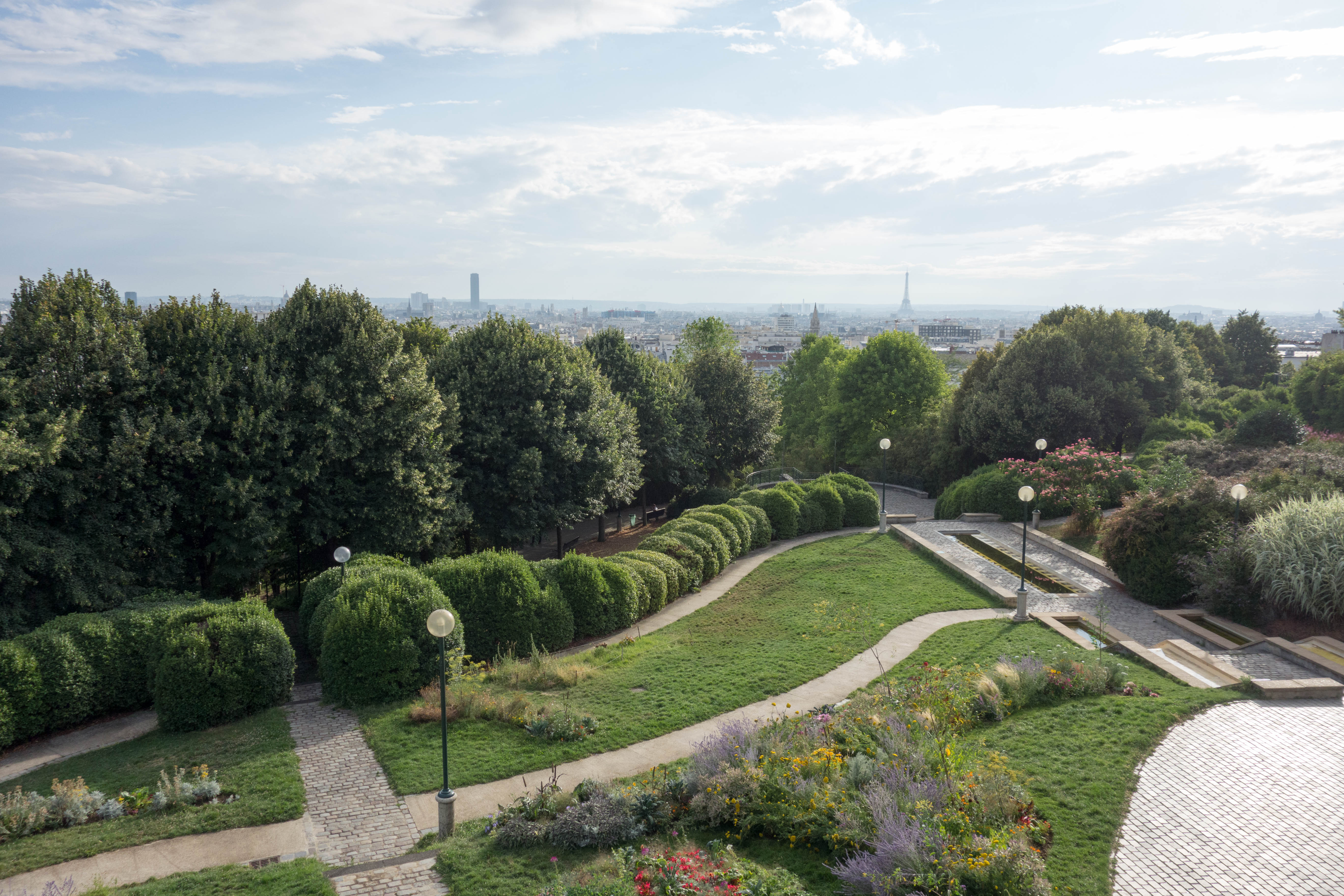
Belleville es un barrio y un colina de París

Este valle está rodeado de colinas que son buttes-témoins: en la orilla derecha, Montmartre (131 m), Belleville (128,5 m), Ménilmontant (108 m), Buttes-Chaumont (103 m), Passy (71 m) y Chaillot (67 m), y en la orilla izquierda, Montparnasse (66 m), Butte-aux-Cailles (63 m) y Montagne Sainte-Geneviève (61 m).  El Col de la Chapelle, entre las alturas de Belleville y la Butte Montmartre, ha sido desde la antigüedad el paso de las vías de comunicación hacia el norte y el este de París, primero por carretera (rue du Faubourg-Saint-Denis, rue du Faubourg-Saint-Martin, rue du Faubourg-Poissonnière y sus prolongaciones en el distrito XVIII), luego por agua (Canal de l'Ourcq, Canal Saint-Martin) y por ferrocarril desde las estaciones Gare du Nord y Gare de l'Est.
Aunque se ha rellenado varios metros en el distrito 13, el valle del Bièvre, ahora subterráneo, puede verse entre Mont Sainte-Geneviève, Montparnasse y Montsouris al oeste, y la Butte-aux-Cailles al este.
Además, los escombros de la llamada muralla de Carlos V, más las acumulaciones de basura, habían formado una serie de pequeños montículos utilizados como fortificaciones a principios del siglo XVII: el bastión de la Puerta Saint-Antoine al este del actual bulevar Beaumarchais, el bastión del Temple al norte de la actual plaza de la República, el bastión de Saint-Martin, el montículo de Bonne-Nouvelle, el montículo de Moulins y el montículo de Saint-Roch. 
Estos montículos también han sido nivelados, a excepción del montículo de Saint-Martin, en lo alto de la calle Meslay, y del montículo de Bonne-Nouvelle, que se eleva sobre los barrios circundantes a 47 m de altitud. En otros barrios, el relieve se ha visto alterado a lo largo de los siglos por la adición de material de excavación, la acumulación de materiales de demolición y escombros que han elevado el nivel del suelo en el centro de París y en la Île de la Cité, o por una acción deliberada para rebajar 5 m el montículo de l'Étoile, rebajar la pendiente de la avenida de los Campos Elíseos en el siglo XVIII, nivelar la cima de la colina de Chaillot (actual plaza del Trocadero y del 11 de noviembre) en la década de 1860 y rellenar el valle del Bièvre a principios del siglo XX.

### Geología

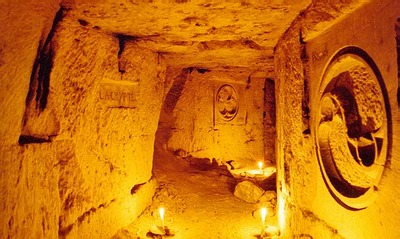
Cavernas subterráneas de París

París está situada en la parte central de la cuenca parisina. Esta unidad geológica es una cuenca orientada al nornoroeste/sursureste, delimitada por los macizos hercínicos (Ardenas, Hunsrück, Vosgos, Morvan, Macizo Central y Macizo Armoricain), sobre los que se ha acumulado terreno sedimentario. El centro de esta cuenca se sitúa en la región de Brie, en Courgivaux, al sur de Château-Thierry, a 80 km al este de la capital. La geología de París y sus alrededores es una síntesis de este conjunto.
Los primeros sedimentos (areniscas y esquistos) fueron depositados sobre el basamento cristalino por un mar poco profundo durante los periodos Cámbrico, Silúrico y Devónico (hace 540 a 358 millones de años). Tras la emersión en los periodos Carbonífero y Pérmico (de hace 358 a 252 millones de años), mares cálidos invadieron la cuenca, depositando microorganismos que formaron capas de caliza, luego se retiraron y regresaron. Estas fases de transgresiones y emersión marinas, intercaladas con episodios lacustres, formaron capas sucesivas de caliza, arena, yeso y marga bajo el suelo de París, por encima de los estratos más antiguos enterrados en profundidad, con un espesor total de unos 2.500 metros a lo largo de varios ciclos.
- Ciclo Dano-Montiense, hace unos 60 millones de años. El mar del oeste depositó caliza pisolítica (caliza de grano irregular en forma de guisante).
- Ciclo Thanétien, de hace 59 a 55 millones de años. La cuenca de París es un golfo abierto al norte en un clima tropical donde se forma un lecho calcáreo que absorbe los productos de la erosión continental.
- Ciclo Ypresiano de hace 55 a 47 millones de años. La cuenca de París está cubierta por un mar al norte y al noroeste. En esta época se forma el anticlinal de Artois, que separa la cuenca de París de Flandes. Al sur del valle del Sena y en la región de Brie hasta Provins se depositaron arcillas plásticas procedentes del Macizo Central a través de ríos que desembocaban en lagunas.
- Ciclo Luteciense de hace 47 a 41 millones de años. Los depósitos marinos llegan hasta Houdan y Melun. Un nuevo levantamiento del anticlinal de Artois separa definitivamente la cuenca parisina de Flandes. Durante este periodo se forman calizas gruesas.
- Ciclo lúdico de hace 38 a 34 millones de años. Tras un periodo de inmersión, el mar se retiró, dejando una depresión en forma de laguna por la que fluían ríos procedentes del este. Este lago se secó, dando lugar a la formación de yeso aportado por el agua dulce que había lavado los suelos salinos de Lorena.
- Ciclo estaminal de hace 34 a 28 millones de años. Período del último retorno del mar, que depositó las arenas de Fontainebleau.
- Ciclo aquitano de hace 23 a 20 millones de años. Se trata del último ciclo lacustre. Los lagos se secaron progresivamente, primero temporalmente en verano y después de forma permanente. En esta época se formó la caliza de Beauce, parcialmente silicificada.
- Mioceno de hace 20 a 5 millones de años. Tras la desecación del lago de Beauce, la región conoció un clima subtropical húmedo, durante el cual las rocas de la superficie se alteraron, formando arcilla de sílex y piedra de molino. A esto siguió un periodo de enfriamiento, durante el cual la superficie quedó cubierta por un manto de polvo traído por el viento, el loess, una mezcla de caliza, arcilla y granos de arena que hizo fértiles las mesetas calcáreas.
- Plioceno de hace -5 a -2,5 millones de años (orogenia). El último plegamiento que afectó a la región parisina al mismo tiempo que la formación del macizo alpino determinó su estructura actual, formando dos abombamientos noroeste-sureste: al sur, el anticlinal de Meudon, que atraviesa Versalles, Meudon, Châtillon y Bagneux Saint-Maur al inclinarse de oeste a este; al norte, un anticlinal que atraviesa Ronquerolles y Louvres. Estas protuberancias enmarcan un sinclinal, la fosa de Saint-Denis, que pasa por Pontoise, Cormeilles-en-Parisis, Argenteuil, Villemomble y Rosny-sous-Bois. Toda la zona se inclina suavemente hacia el norte. La ciudad de París se sitúa principalmente entre estos dos salientes del sinclinal de Saint-Denis. Este levantamiento de la cuenca y el descenso del nivel del mar debido a la glaciación provocaron el hundimiento de los valles en el cuaternario reciente. El Sena, que fluía a un ritmo mucho mayor durante la Edad de Hielo, formó amplios meandros. La erosión del río en este valle ha revelado los montículos de Montmartre y las colinas de Belleville-Ménilmontant.[36][37][38]

Como resultado del plegamiento y la erosión, quedan al descubierto cuatro capas sedimentarias, correspondientes a los cuatro tipos estructurales geológicos de la cuenca parisina que se encuentran en Parisc.
- La caliza gruesa de Lutecia tiene hasta veinte metros de espesor y se extiende a lo largo de la orilla izquierda, desde el Jardin des Plantes hasta Vaugirard y la colina de Chaillot.
- La caliza de Saint-Ouen bajo la llanura de Monceaux y el monte Sainte-Geneviève.
- La meseta de Brie en Belleville y Ménilmontant, con calizas de hace 35 millones de años y unos doce metros de espesor.
- La meseta de Beauce (Stampian) en la cima de las colinas de Montmartre y Belleville-Ménilmontant.

En el subsuelo se encuentran otras rocas que también se han explotado para la construcción: arenas (aluviones) del Sena, arcillas en el valle del Bièvre y en Vaugirard, yeso en Montmartre y Belleville.
Estos materiales se extraían en forma de canteras de caliza, yeso y piedra de molino, principalmente en la orilla izquierda, desde Place d'Italie hasta Vaugirard para la caliza, y Montmartre, Belleville y Ménilmontant para el yeso. Esta explotación, que se remonta probablemente a la época romana y está documentada en 1292, continuó hasta mediados del siglo XIX, con el cierre de las últimas minas en 1860 en el emplazamiento de lo que hoy es el parque de Buttes-Chaumont y el barrio de Mouzaïa. Hoy en día, las canteras se han desplazado hacia el Oise, en Saint-Maximin por ejemplo. Algunas se han utilizado como catacumbas y forman el osario municipal, parte del cual está abierto al público. La superficie excavada representa más de 850 hectáreas, es decir, más de una décima parte de la superficie de París. El debilitado subsuelo fue vigilado y consolidado por la Inspection générale des carrières, fundada en 1777.

Bosque de Vincennes

### Medioambiente
La contaminación atmosférica es un problema de salud pública en París, lo que motivó la creación de la red de vigilancia Airparif en 1984 y, desde 2001, políticas de reducción del parque automovilístico de la ciudad, en particular de los vehículos más contaminantes. Según un estudio publicado en 2021 en la revista The Lancet Planetary Health, París es la cuarta ciudad europea donde la mortalidad debida a la exposición al dióxido de nitrógeno, emitido principalmente por el tráfico rodado y sobre todo por los motores diésel, es más elevada.
La densidad urbana de París, que triplica la de Londres, es el resultado de edificios más altos, menos casas adosadas y menos espacios verdes (2.300 hectáreas, incluidos los bosques), con una biodiversidad relativamente limitada. A excepción de la creación del Parque de la Villette en los años ochenta, los espacios verdes sólo se han recuperado recientemente.

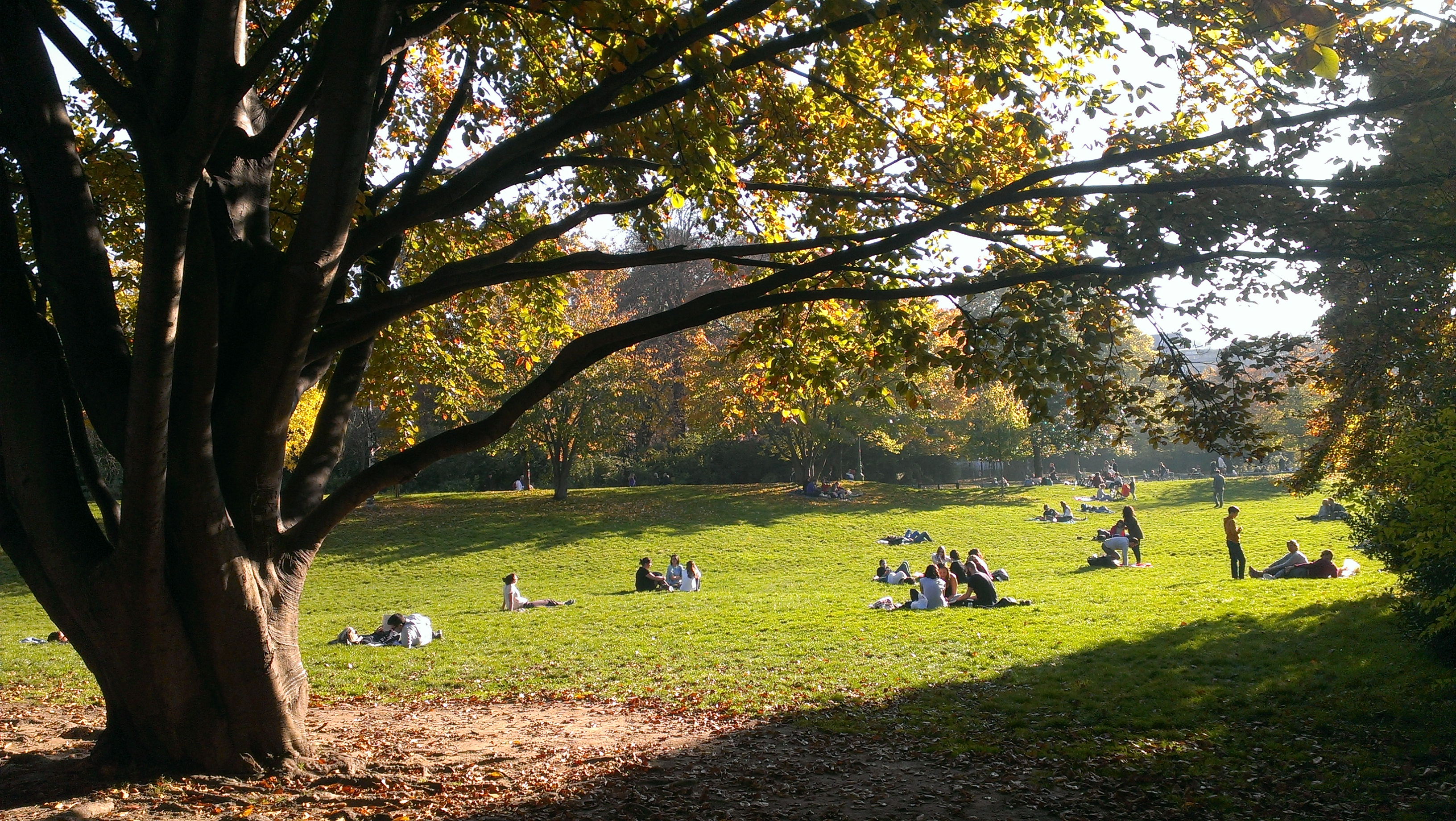
Parque Monceau

En caso de interrupción de los transportes, la capacidad de resistencia de París es marginal, con apenas unos días de autosuficiencia alimentaria40, sobre todo desde la desaparición del cinturón de huertas que rodeaba París en el siglo XX41. Île-de-France sólo es autosuficiente en un 10% en hortalizas frescas, un 1,5% en frutas, un 12% en huevos y un 1% en leche, y sólo alcanza la autosuficiencia alimentaria en trigo (159%) y azúcar (117%).
París es una isla urbana de calor, con un exceso nocturno medio de más de 3 °C. Como consecuencia, la ola de calor de agosto de 2003 provocó en la región de Île-de-France una tasa de mortalidad superior a la media nacional. También reconocida como factor moderador del clima, la agricultura urbana ocupaba en 2016 un lugar muy modesto en comparación con otras metrópolis como Detroit, Montreal, Berlín o Bruselas, con solo cuarenta y cuatro instalaciones agrícolas (1,6 hectáreas en tejados y 1,3 hectáreas en el suelo). La Ciudad se ha fijado el objetivo de 33 hectáreas de aquí a 2020, movilizando el espacio de los tejados de París.

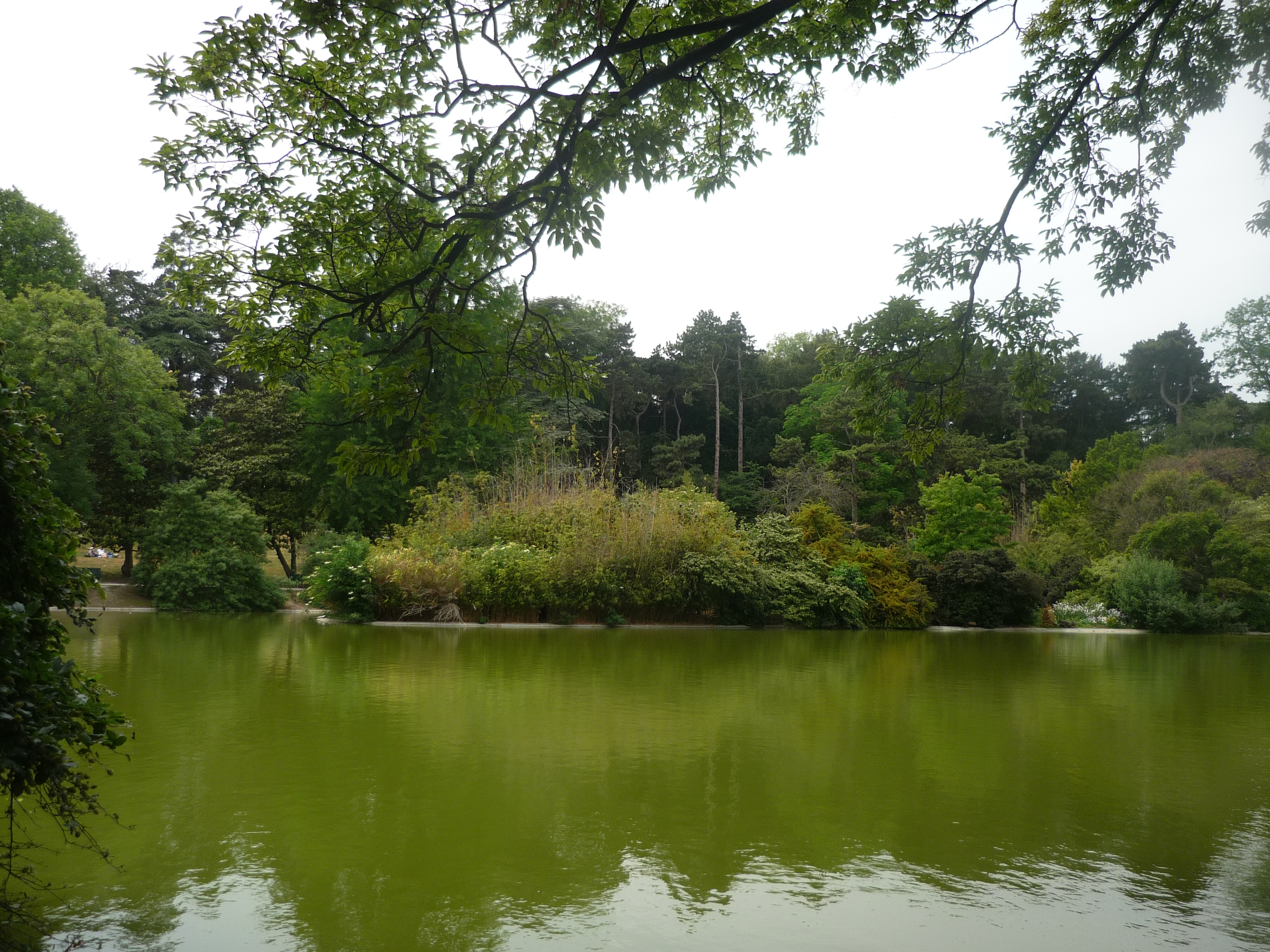
Lago del Parque Montsouris en París

En 2023, la capital contaba con doscientos veinte espacios agrícolas de 30 hectáreas.
El 15 de septiembre de 2021, el Ayuntamiento de París abrió las puertas de la Academia del Clima en el Ayuntamiento del 4.º distrito. El objetivo de la academia es reflexionar y actuar contra el calentamiento global en París. Está abierta únicamente a jóvenes de entre nueve y veinticinco años.
La Comisión General francesa para el Desarrollo Sostenible (Commissariat général au développement durable), dependiente del Ministerio para la Transición Ecológica, ha publicado un informe que muestra una mejora de la calidad del aire exterior en Francia. Las emisiones vinculadas a la actividad humana disminuyeron entre 2000 y 2018 para la mayoría de los contaminantes estudiados: las emisiones de dióxido de azufre, procedentes de la industria, se dividieron por cinco debido al desarrollo de las energías renovables y a una reglamentación más estricta, mientras que las emisiones de óxido de nitrógeno se redujeron un 54%, debido principalmente a la renovación del parque automovilístico.
No obstante, el ozono y otros cinco contaminantes superan las normas reglamentarias de calidad del aire, y las grandes ciudades, como la capital, se ven afectadas con frecuencia por estos picos de contaminación. Los niveles medios anuales de ozono en el área metropolitana de París aumentaron un 90 % entre 1995 y 2017.

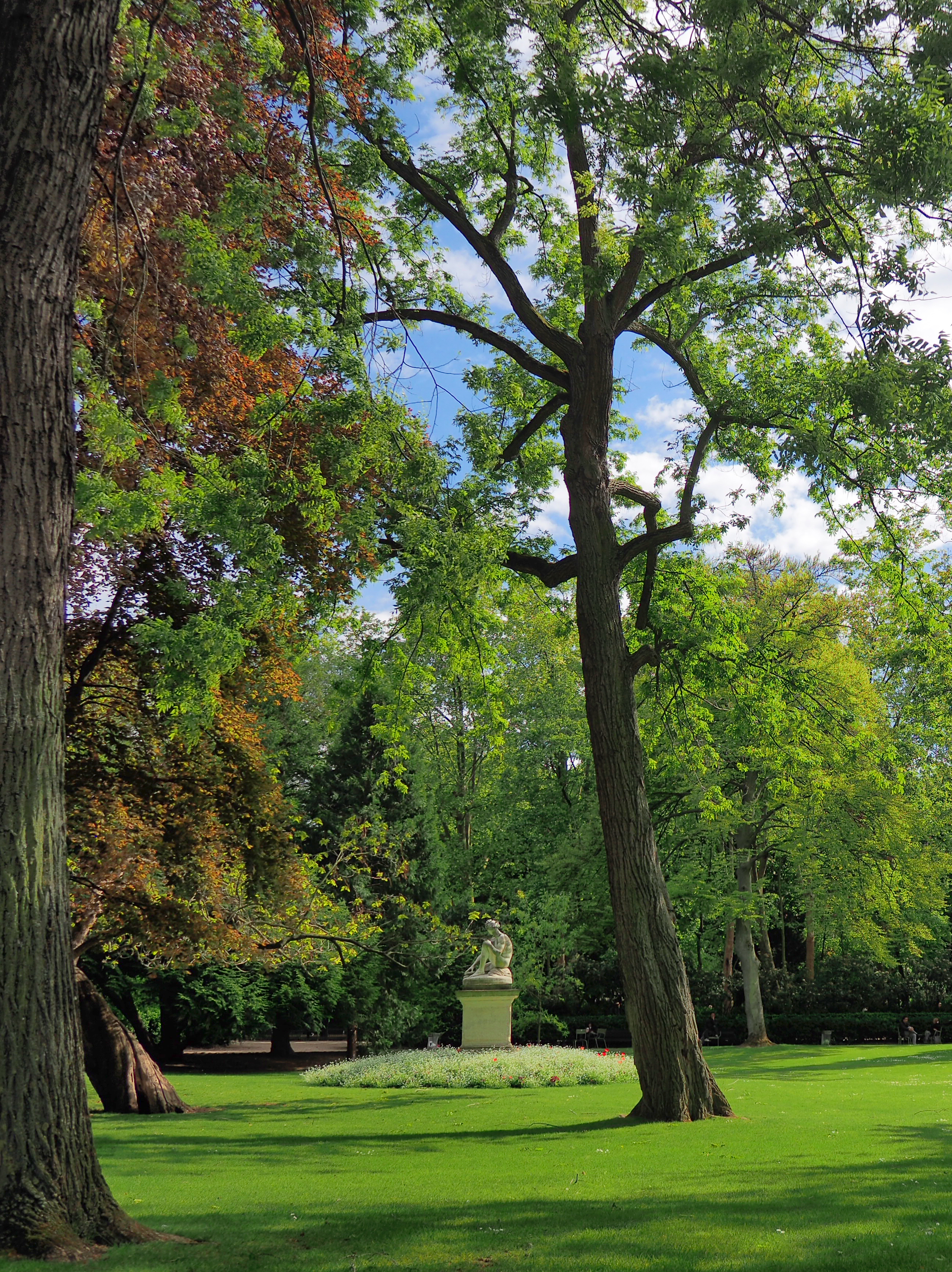
Jardín de Luxemburgo, París

Según el Observatoire régional de santé, la contaminación atmosférica es responsable de la muerte de 6.600 parisinos cada año.
Según una investigación del diario Le Parisien, los niveles de contaminación son muy superiores a los datos oficiales facilitados por las autoridades sobre la calidad del aire en la región de Île-de-France. Para el periodista Jean-Christophe Brisard, entrevistado por el periódico, los datos se falsean deliberadamente «porque en lugar de tener picos de contaminación unos pocos días al año, los tendríamos casi siempre ».
El confinamiento para limitar el impacto de la pandemia de Covid-19 ha dado lugar al nivel más bajo de contaminación en París registrado por Airparif desde hace cuarenta años. Esta reducción de los niveles de contaminación limitó el riesgo de asfixia de las personas afectadas por el síndrome de dificultad respiratoria aguda. Este episodio también demostró que los ataques estacionales de asma y las alergias primaverales están causados por la contaminación atmosférica y vial.

## Demografía
París es el centro de un área metropolitana con 12 292 895 habitantes (2011), la primera de la Unión Europea. El municipio central suma un total de 2 249 975 habitantes (2011), población menor a la de su máximo demográfico que fue en 1921. No obstante, en los últimos años ha vuelto a crecer como ha sucedido en otras grandes metrópolis.

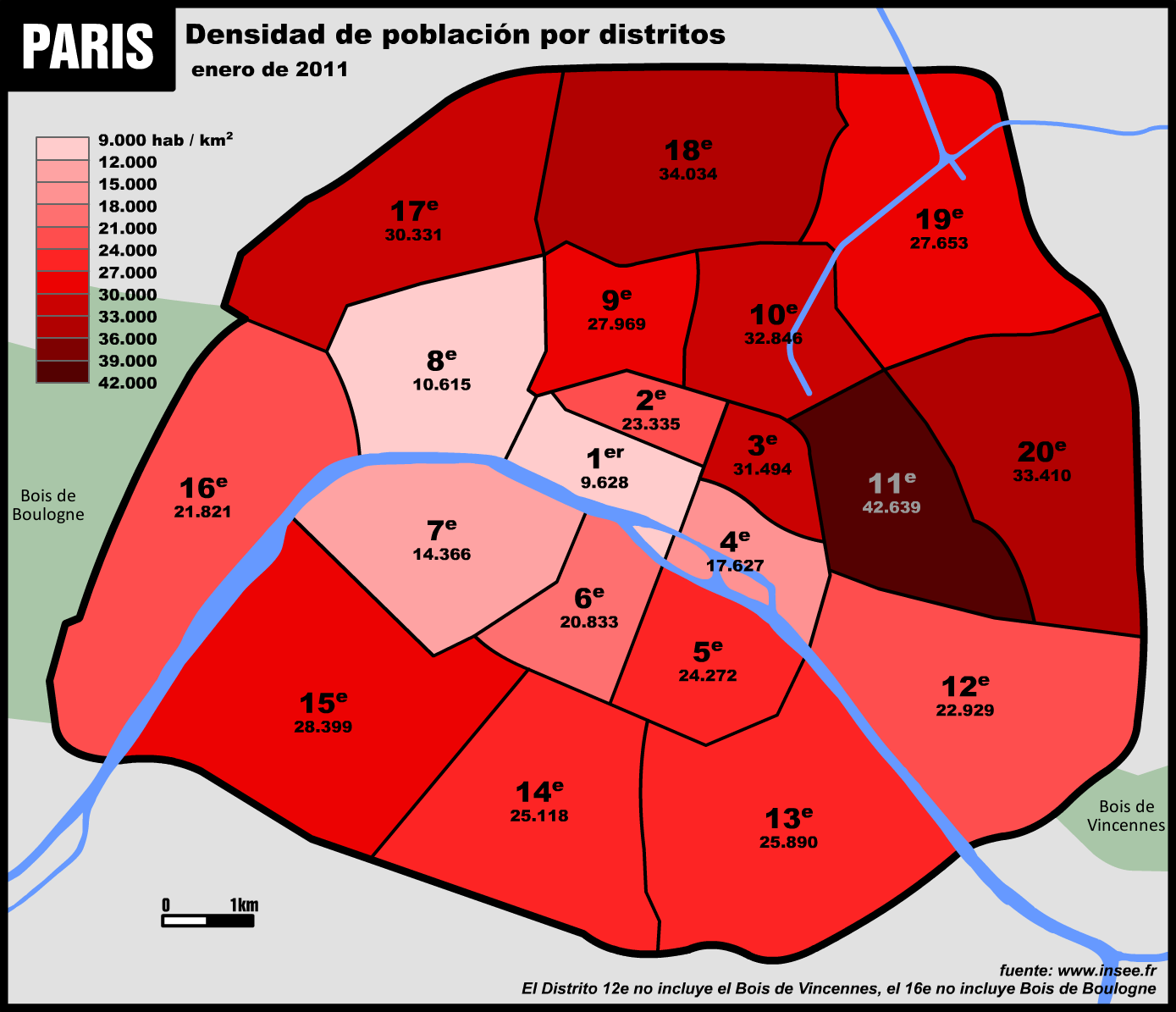
Densidad de población en 2012 por distritos.

Ingresos promedio en el Gran París en 2018: el oeste concentra las poblaciones más ricas, el noreste las poblaciones más pobres e inmigrantes

La población de París era de 25 000 habitantes en el 59 a. C.,[cita requerida] número que aumentó hasta los 80 000 en el año 150. Tras las invasiones francas la ciudad perdió población contando con 50 000 habitantes en 510 y llegando al mínimo en el año 1000, tras las invasiones vikingas, llegó a contar con un total aproximado de 20 000 habitantes.
A partir de los años 1950, la población del municipio de París sufrió un importante descenso, a pesar de un aumento en la vivienda, pero desde 1999 el descenso se detuvo. El último censo muestra un crecimiento de + 2,5 % entre 1999 y 2006. El tamaño promedio de los hogares ha descendido en París: el declive de la convivencia de las generaciones de adultos y un menor número de hijos por pareja ha sido durante mucho tiempo la principal explicación. Sin embargo, la disminución de tamaño del hogar se debe principalmente a la atracción que los adultos jóvenes sin hijos tienen, ya que pueden disfrutar del ocio y el empleo en la capital y sufragar los gastos de inmuebles de pequeñas superficies. En contraste, las parejas con niños tienden a migrar a los suburbios, cuyas casas son más adecuadas y más baratas. Esta dinámica de cercanías de París y el resto de su región explica por qué el 58 % de los hogares tienen una o dos habitaciones.

### Criminalidad y delincuencia
La capitalidad parisina también explica por qué la ciudad a veces es víctima de ataques. Tanto bajo Napoleón I[cita requerida] como, más cerca de nosotros, durante el ataque del RER B en Saint-Michel en julio de 1995 o durante los del 13 de noviembre de 2015, la historia parisina está marcada por estos hechos de alto valor simbólico, lo que no deja de tener consecuencias para la vida cotidiana de la ciudad, particularmente con la implementación del plan Vigipirate, que ve una presencia reforzada de policías, gendarmes y soldados cerca de lugares turísticos y estratégicos de la capital. La región de Île-de-France por sí sola representa más de una cuarta parte de los delitos y delitos cometidos en la Francia metropolitana. 
Dentro de la región, la Grande Couronne, la Petite Couronne y el París intramuros representan cada uno alrededor de un tercio del número total de hechos observados. La tipología de la delincuencia parisina sigue estando dominada en gran medida por los robos, que representan dos tercios de los delitos y faltas. En 2006 se registraron 255 238 incidentes, es decir, una tasa delictiva de 118,58 actos por cada 1000 habitantes (delitos y faltas), lo que representa casi el doble de la media nacional (61,03) pero se sitúa dentro del promedio de las grandes ciudades de Francia (Lyon: 109,22, Lille: 118,93, Niza: 119,52, Marsella: 120,62). 
La proporción de mujeres acusadas es inferior al 15 % (ligeramente inferior a la media nacional) y la proporción de menores es del 11,02 %, es decir, siete puntos menos que la media francesa del 18,33 %. Los primeros meses de 2019 muestran, después de un incremento en 2018, un incremento en casi todos los indicadores estadísticos de morosidad. En octubre de 2019, los ataques intencionales a la integridad física aumentaron un 9 % en el interior de París (más de 35 000 ataques desde principios de este año).

## Administración y política

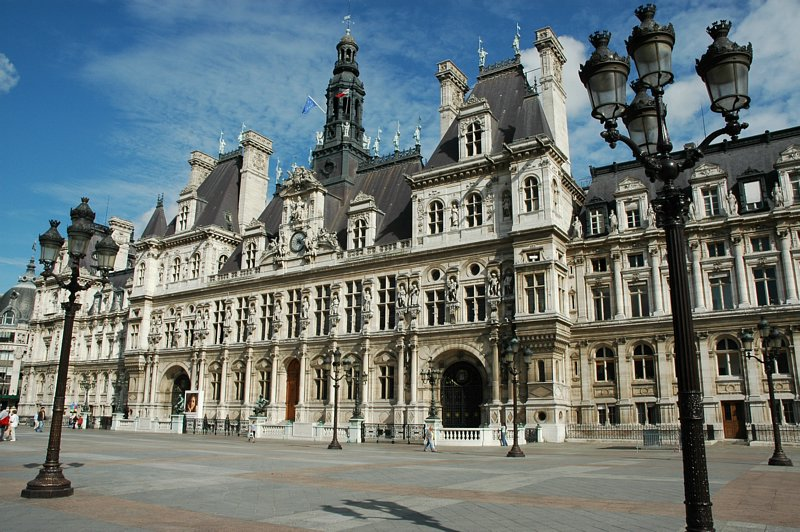
Ayuntamiento de París.

En su calidad de principal urbe del país, París es la sede del gobierno central y la administración francesa, y acoge las principales representaciones diplomáticas extranjeras, siendo a la vez una de las ciudades más destacadas en el ámbito político de la Unión Europea (UE).
El poder ejecutivo, representado por el presidente de la República, tiene su sede en el palacio del Elíseo. Por su parte, el primer ministro tiene su despacho en el Hotel Matignon. Los poderes legislativo y judicial de Francia también tienen su sede en París.
En 2014, Anne Hidalgo se convierte en la primera alcaldesa de París en la historia al vencer con un 53,34 % frente a la conservadora Nathalie Kosciusko-Morizet, que ha quedado a nueve puntos, con un 44,06 %.
El poder legislativo es representado por el Consejo de París compuesto de consejeros. Los consejeros de París son 163 y son elegidos por seis años. El consejo elige el alcalde para seis años.

### Organización administrativa

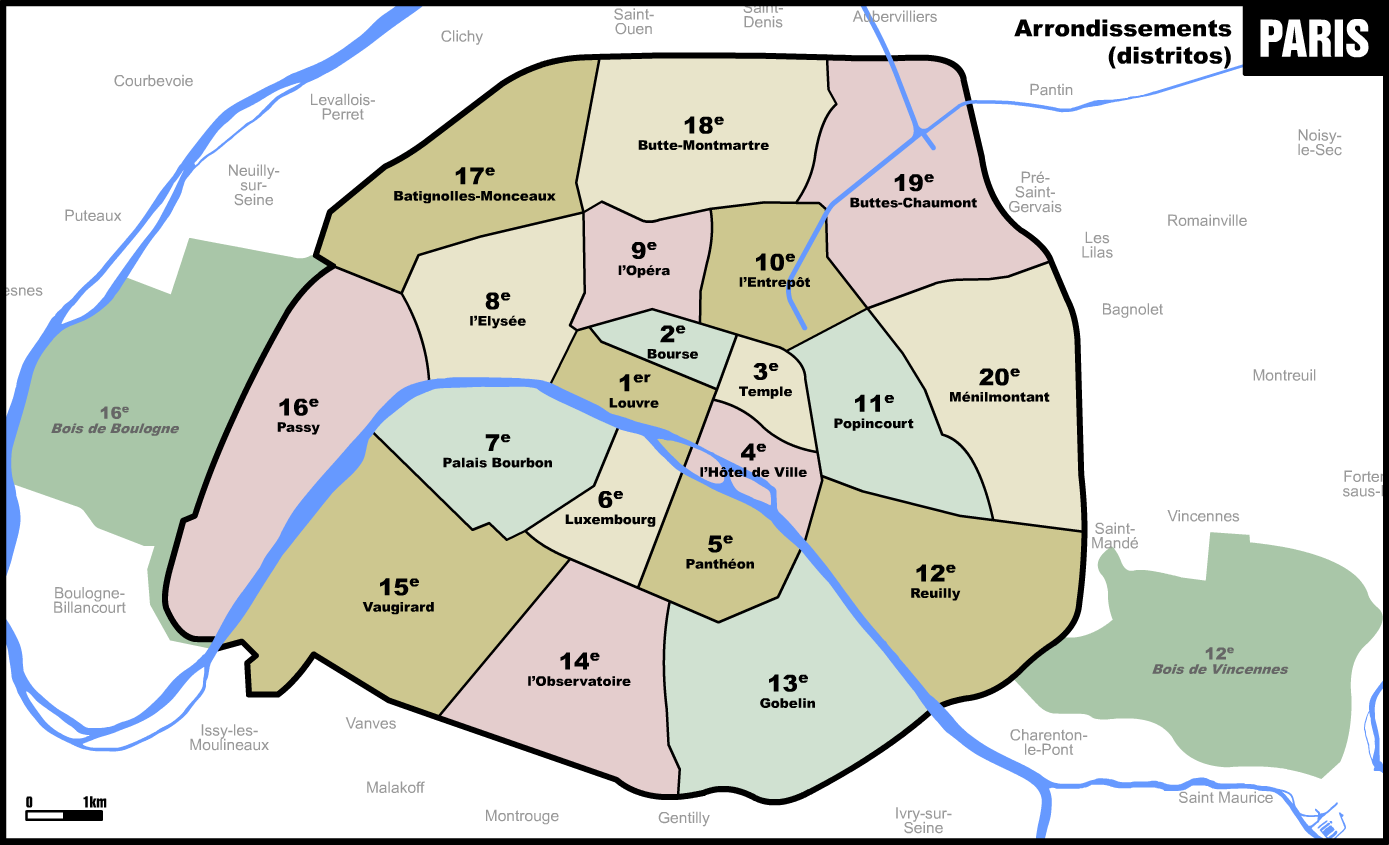
Los distritos (arrondissements) de París.

Desde que la ley de 10 de julio de 1964, que reorganizó administrativamente la región parisina, entrará completamente en vigor el primero de enero de 1968, la ciudad de París es al tiempo un departamento y una comuna. Anteriormente, París había sido, desde 1790, la prefectura del departamento del Sena.
A diferencia de otras metrópolis francesas, no hay ninguna estructura intercomunal con fiscalidad propia que vincule a la ciudad con sus suburbios. También difiere en que, contrariamente a otras grandes metrópolis internacionales, la ciudad solo comprende el mero centro de la conurbación.
El departamento de París no tiene otra subdivisión que la única comuna que la compone. Esta se divide a su vez en veinte distritos municipales (arrondissements municipaux), creados a consecuencia de la ampliación territorial de 1860, los cuales sustituyen a los doce distritos que existían anteriormente desde el 11 de octubre de 1795, y en 21 circunscripciones electorales.

### Finanzas y presupuestos
En 2009 los presupuestos del ayuntamiento y departamento de París alcanzaron los 7300 millones de euros, de los cuales 5700 millones eran gastos corrientes y 1600 millones inversiones. Asimismo el Ayuntamiento y departamento de París tienen deudas de 26 600 millones de euros. Los impuestos generan el 55 % de los ingresos, el estado 24 % y la gestión inmobiliaria 15 %, el saldo corresponde al endeudamiento. El Ayuntamiento de París tiene una calificación de triple A (calificación otorgada por agencias de calificación de riesgos). El Ayuntamiento emplea a 49 000 personas.

## Economía
París es uno de los motores de la economía mundial. En 2011, el PIB de la Región de París fue estimado por el INSEE en 607 000 millones de euros (845 000 millones de dólares). Si se tratara de un país, esta región sería la decimoséptima economía más grande del mundo, con un PIB más grande que el de los Países Bajos y de Turquía, y casi tan grande como el de Indonesia.

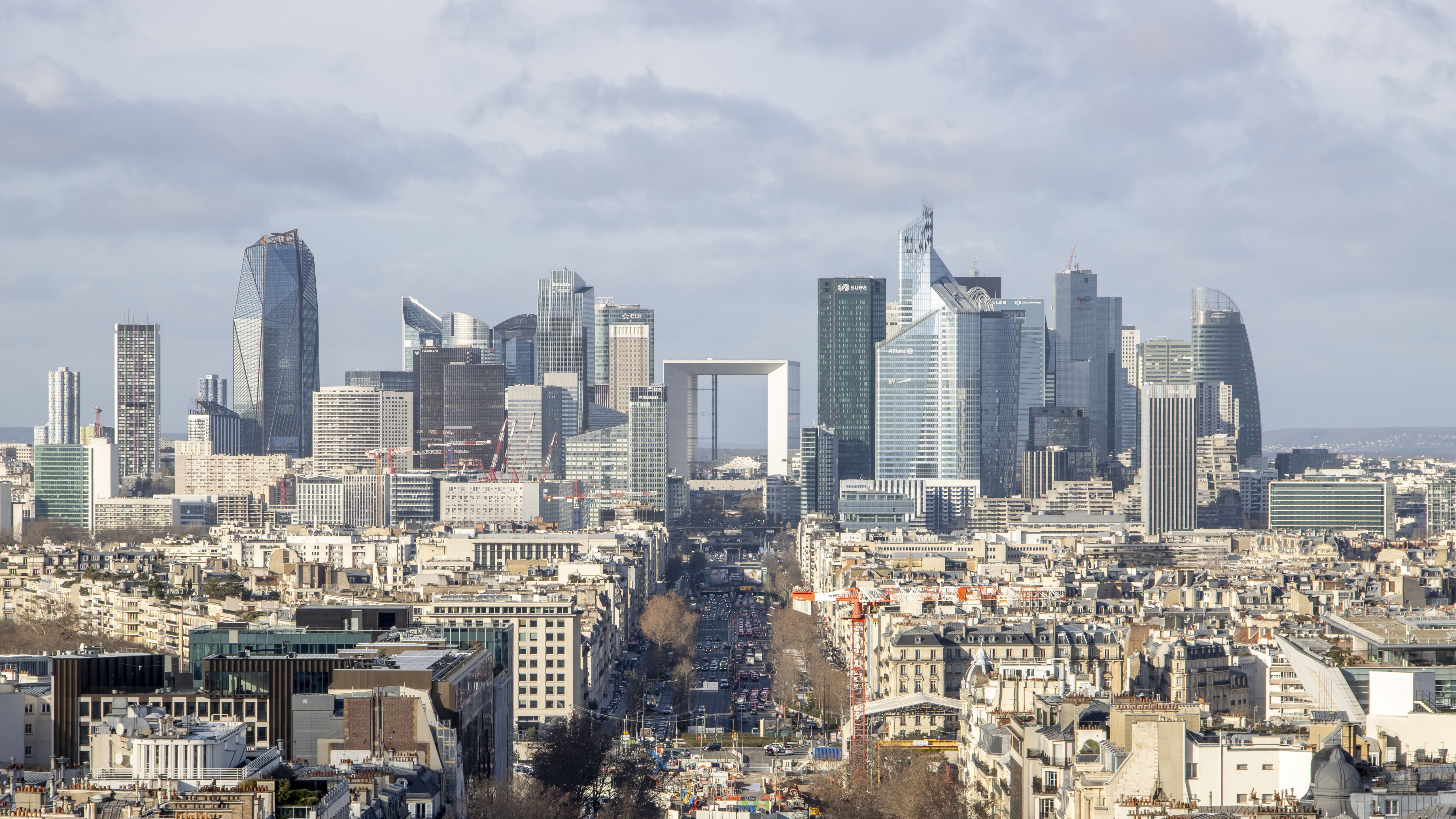
Vista de La Défense, distrito de finanzas y negocios en París.

Aunque en términos de población, la zona urbana de París representa menos del 20 % del área urbana de Francia, el PIB alcanza el 28,4 % del total. En cuanto a zonas urbanas, según las Naciones Unidas, su PIB es el cuarto más grande del mundo después de Tokio, Nueva York, Londres y delante de Los Ángeles.  Su PIB es comparable al de pequeños países del primer mundo.
La economía de París es extremadamente diversa y todavía no ha adoptado una especialización dentro de la economía global (semejante a Los Ángeles con la industria del entretenimiento, o Londres y Nueva York con servicios financieros). París es esencialmente una economía de servicios: el 45 % del PIB de la región de París está compuesto por servicios financieros, inmobiliarios y soluciones de negocios.
Casi la mitad del PIB de la Región de París se genera con el sector empresarial y los servicios financieros. El sector financiero del país se concentra en esta ciudad. La región de París sigue siendo una de las potencias manufactureras de Europa, debido al gran tamaño de su economía, con un cambio de la industria tradicional a la alta tecnología. Su economía se sostiene fundamentalmente en la fabricación de maquinarias de todo tipo. Es de destacar también la producción de artículos de lujo, como la alta costura, las joyas y los perfumes. En su puerto sobre el Atlántico en la ciudad de El Havre, moviliza el cuarto mayor volumen de tonelaje en Europa. El sector agrícola francés se mueve mayoritariamente en esta ciudad, que posee la mayor bodega de mercancías agrícolas del mundo.
Dentro de la región de París, la actividad económica es más intensa en la porción central del departamento de los Altos del Sena y en el triángulo entre la Ópera, La Défense y Val de Seine. Los Altos del Sena se han convertido en una especie de extensión del centro de París, con 873 775 trabajadores a finales de 2005, más de la mitad que en la ciudad de París propiamente dicha (1 653 551 empleados a finales de 2005).
Un estudio del Institut d'aménagement et d'urbanisme (IAU) publicado en 2019 subraya que los precios de la vivienda empujan a las personas modestas a abandonar París para instalarse en departamentos vecinos como el de Seine-Saint-Denis, lo que tiende a provocar un «aburguesamiento» de la capital y una pauperización de los departamentos vecinos.

### Comercio y finanzas

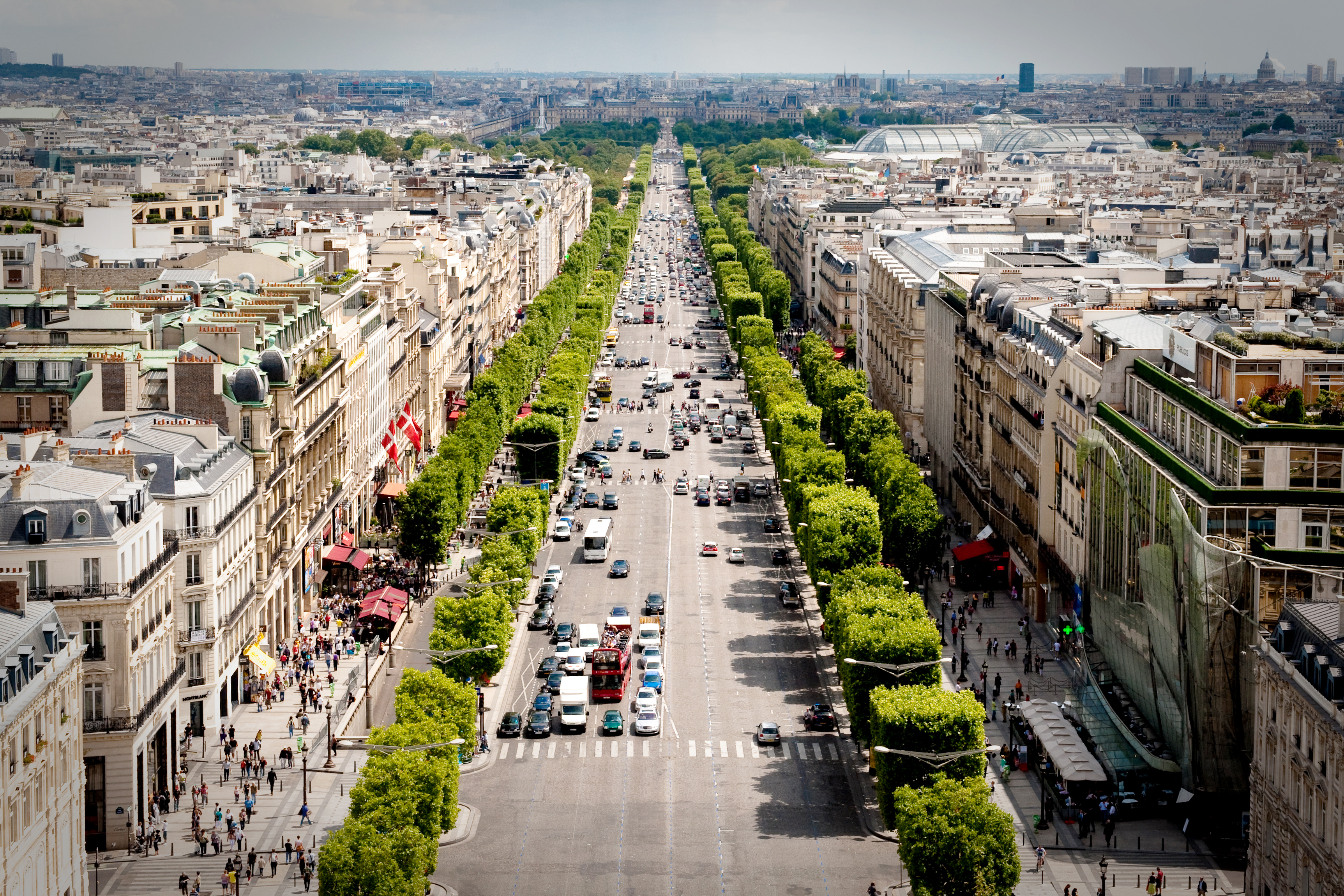
Avenida de los Campos Elíseos

La avenida de los Campos Elíseos, que ha sido llamada «la avenida más hermosa del mundo», es una de las principales calles comerciales de París. Originalmente fue un jardín y se ha convertido en gran avenida-paseo que conecta el Arco del Triunfo con la plaza de la Concordia. En esta plaza, a ambos lados de la Rue Royale, existen dos edificios de piedra: el oriental alberga el Hotel de la Marina, al oeste el lujoso Hotel de Crillon.
Cerca de allí, la Avenue Montaigne, es de marcas de lujo como Chanel, Dior, Louis Vuitton, Chloé, Lacoste y Givenchy (París actualmente es llamada también capital mundial de la moda). También la Place Vendôme es famosa por sus hoteles de lujo y de moda (Hotel Ritz y plaza Vendôme) y sus joyeros. Dentro del mismo sector está el Triangle d'Or que es una zona elitista de París comprendida entre las avenidas Montaigne, Georges V y un tramo de los Campos Elíseos, que destaca por la alta moda, y es sede de grandes marcas, como Hermès y Christian Lacroix, o sus marcas de cosméticos como Sephora o L'Oréal.
Otra zona destacada en el comercio es Les Halles que era antiguamente el mercado central de la carne y otros productos del mercado de París. El mercado de Les Halles fue destruido en 1971 y sustituido por el Forum des Halles en torno a una importante estación de conexión de metro (la más grande de Europa). El mercado central de París, el mayor mercado mayorista de alimentos en el mundo, fue trasladado a Rungis, en el sur de los suburbios. Al oeste de Les Halles está Le Marais, un barrio con negocios y empresas del ámbito legal y bancario.
En la zona en torno a la ópera Garnier es la zona de la capital con más alta concentración de grandes almacenes y oficinas. Algunos ejemplos son el Printemps y los grandes almacenes Galeries Lafayette Haussmann. También es la sede de gigantes financieros como el BNP Paribas y Société Générale.
Fuera de la comuna de París, La Défense (se extiende sobre parte de las comunas de Courbevoie, Puteaux, y Nanterre, 1,5 kilómetros al oeste de la ciudad de París) es un elemento clave de los suburbios (periferia) de París. La Défense es uno de los principales centros de negocios y financieros de todo el mundo y el más grande de Europa. Construido en el extremo occidental de la prolongación hacia el oeste del histórico eje de los Campos Elíseos, en La Défense se encuentran algunos de los edificios (todos en forma de torre) pertenecientes a las empresas más grandes del mundo. Iniciado por el Gobierno francés en 1958, el distrito alberga 3,5 millones de m² de oficinas, haciendo de este complejo el más grande de Europa en un distrito desarrollado específicamente para empresas. El Grande Arche (Gran Arco), de La Défense, alberga una parte del Ministerio francés de Transportes y es el área central de la explanada en torno a la cual se organiza el distrito.

### Presupuesto y fiscalidad
El presupuesto de 2011 (ciudad y departamento) ascendió a 8.582 millones de euros, de los cuales 6.906 millones se destinaron a gastos de funcionamiento y unos 1.676 millones a gastos de capital. La deuda pendiente ascendía a 2.696 millones de euros. Los préstamos garantizados por el departamento de París en 2008 ascendieron a 26.600 millones de euros.
Tras permanecer estables entre 2000 y 2008, los tipos impositivos aumentaron en 2009 hasta el 9,59% para el impuesto municipal, el 7,75% para el impuesto sobre bienes inmuebles construidos, el 14,72% para el impuesto sobre bienes inmuebles no construidos y el 13,46% para el impuesto sobre actividades económicas. Los impuestos representan el 55% de los ingresos de la ciudad. París es una de las quince grandes ciudades francesas (con más de 1.000.000 de habitantes) que no ha aumentado los tipos del impuesto sobre bienes inmuebles en cinco años. Esta estabilidad sólo afecta a los tipos impositivos. La burbuja inmobiliaria que se desarrolló a lo largo del primer mandato del Sr. Delanoë provocó un aumento extremadamente importante de los ingresos fiscales procedentes de los bienes inmuebles.
El número de transacciones y su valor aumentaron considerablemente. Esta burbuja fiscal condujo a un aumento del personal del Ayuntamiento de París de 40.000 a 49.000 personas (73.000 personas en 2013 para el Ayuntamiento de París y el departamento de París según Ifrap). El estallido de esta burbuja inmobiliaria temporal ha dejado al Ayuntamiento con un excedente de gastos permanentes que hay que financiar de otras maneras. Por ello, Bertrand Delanoë anunció en 2008 la creación de un nuevo impuesto inmobiliario departamental del 3% (pagado exclusivamente por los propietarios) y un aumento de los tipos del impuesto inmobiliario. Para el periodo 2007-2012, la Union nationale de la propriété immobilière (UNPI) calcula que París es la ciudad con el mayor aumento del impuesto sobre bienes inmuebles a nivel nacional (+67,90% frente a una media del 21,17%), debido principalmente a la creación de esta tasa departamental.
Tras seis años sin aumento de los tipos de los impuestos locales (de 2001 a 2008 inclusive) votados por los electores parisinos, seguidos de dos años de subidas (2009 y 2010), el ayuntamiento se ha comprometido a no aumentar los tipos de los 4 impuestos locales. Según el número de junio de 2010 de la revista Capital, París sigue siendo la ciudad con los impuestos locales más bajos.
El ratio de endeudamiento del Ayuntamiento de París (ciudad y departamento) es del 39% de sus recursos, muy por debajo de la media nacional de las grandes ciudades (89%). Para 2010 y 2011, la ciudad ha obtenido la máxima calificación de las agencias de calificación financiera, «AAA», lo que significa que puede endeudarse a los mejores tipos para invertir y construir. Tras un fuerte aumento de la deuda, una «casi cuadruplicación de la deuda de París entre 2001 y 2014», las agencias de calificación rebajaron la calificación de París en 2012 y 2013 a AA+.
En un libro titulado Comptes et légendes de Paris, Bilan de la gestion Delanoë (2011), el periodista Dominique Foing analiza la gestión del Ayuntamiento de París de 2001 a 2011, basándose en los informes de la Inspección General de la Ciudad de París y de la Oficina Regional de Auditoría de Île-de-France: los gastos municipales habrían aumentado un 44,45% («los ingresos fiscales, incluido el impuesto sobre bienes inmuebles, recaudados de los contribuyentes parisinos pasaron de 1.700 millones de euros en el presupuesto de 2001 a 2.500 millones de euros en el presupuesto de 2008, es decir, un aumento del 47%»), lo que supone un aumento del 70% de los ingresos fiscales entre 2001 y 2011; al mismo tiempo, los gastos de funcionamiento habrían aumentado en 2.000 millones de euros, y la deuda, que era relativamente baja en 2011, habría aumentado en 1.000 millones de euros.
Desde 2011, los tipos impositivos se han elevado al 13,38% para el impuesto de habitación, al 8,37% para el impuesto sobre bienes inmuebles, al 16,67% para el impuesto sobre bienes inmuebles no inmuebles y al 16,52% para la contribución financiera de las empresas.
Según las cuentas individuales de los municipios, la deuda de la ciudad de París alcanzará la cifra «estratosférica» de 7.710 millones de euros el 1 de enero de 2021, lo que supone un aumento de 867 millones de euros con respecto a la deuda estimada en 6.840 millones de euros un año antes, según la revista Capital. La deuda por habitante será por tanto de 3.498 euros a 1 de enero de 2021, lo que supone un aumento de 401 euros para cada parisino en un año. Anne Hidalgo justifica el aumento de la deuda en 2020 por los efectos de la crisis sanitaria, que, según las cifras del Ayuntamiento, ha provocado una pérdida de ingresos de 523 millones de euros y un aumento de los gastos de 239 millones de euros sólo en 2020.
Según Capital, el presupuesto de inversión de 1 450 millones de euros votado por el Ayuntamiento ha contribuido en gran medida a este desequilibrio (reverdecimiento de la Concordia, renovación básica de los pilares de la Torre Eiffel, plantación de árboles en el Puente de Iéna, etc.). Bajo el mandato de Anne Hidalgo, desde 2014, la deuda viva, que ascendía a 3.710 millones de euros, ha aumentado un 110%. Sin embargo, el Ayuntamiento impugna la cifra (7.710 millones de euros) dada por el Ministerio de Economía y Hacienda, citando la cifra de 6.620 millones de euros, que aparece en las cuentas administrativas del Ayuntamiento. Esta discrepancia de mil millones de euros se explica por un truco contable: la ciudad exige a las oficinas de HLM el pago de un alquiler con treinta años de antelación.
En noviembre de 2022, dando marcha atrás en su promesa de campaña municipal de 2020 de no tocar los impuestos locales, Anne Hidalgo anunció su intención de proponer subir el tipo del IBI del 13,5% al 20,5% en 2023, un aumento de más del 50%. Justifica esta decisión por la difícil situación financiera de la capital. Se espera que esta medida -solicitada por los Verdes, miembros de la mayoría municipal- genere 586 millones de euros adicionales para la ciudad.
El Ayuntamiento de París presta apoyo financiero a cerca de 2.600 asociaciones, algunas de cuyas misiones están muy alejadas de la vida cotidiana de los parisinos. Regularmente surge la polémica sobre el uso de estas subvenciones, sobre todo cuando la ciudad se acerca a los 7.000 millones de euros de deuda. Según Le Parisien, varios informes han puesto de manifiesto la falta de control que ejerce la ciudad sobre este apoyo financiero.

## Transporte y comunicaciones

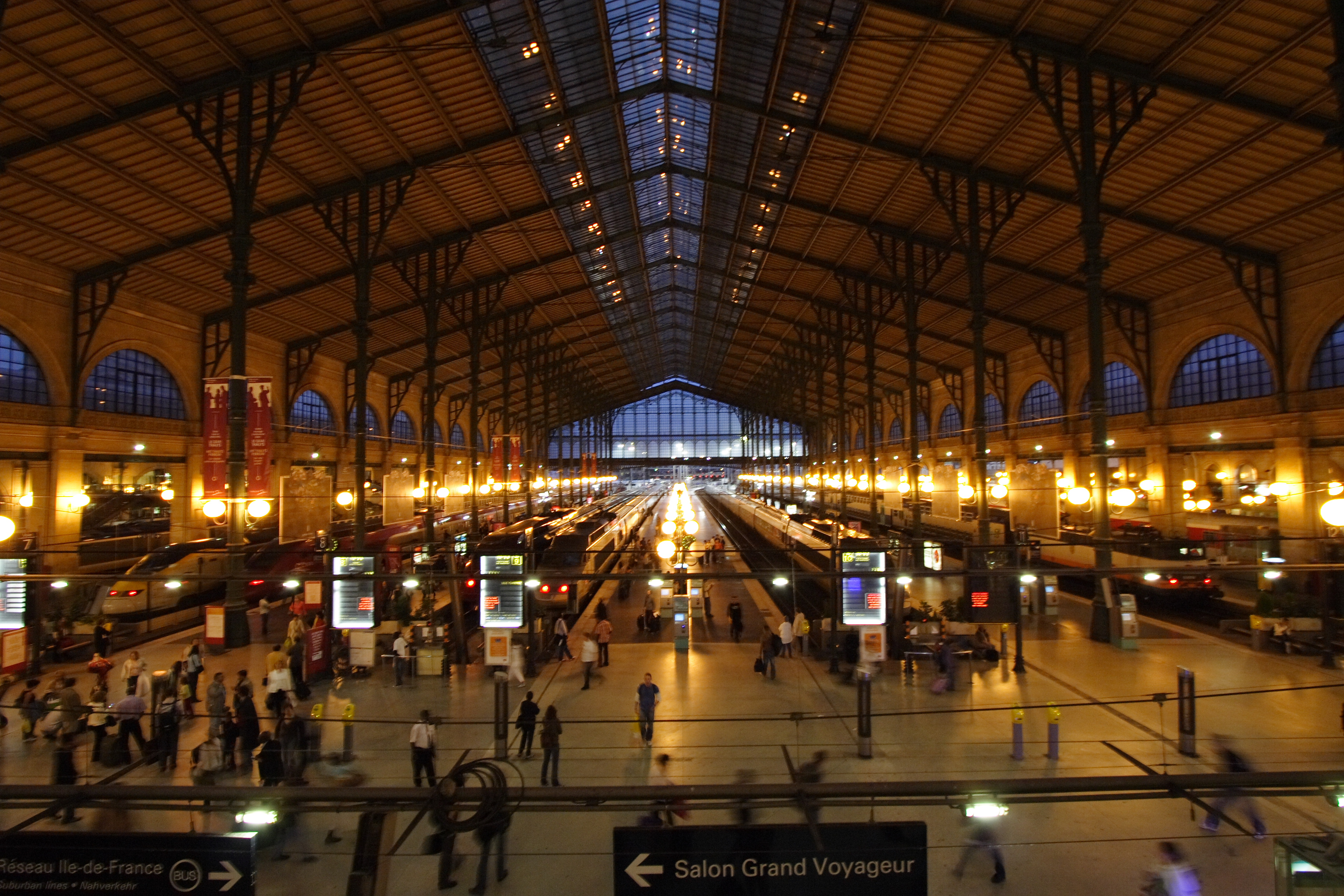
Estación de París Norte.

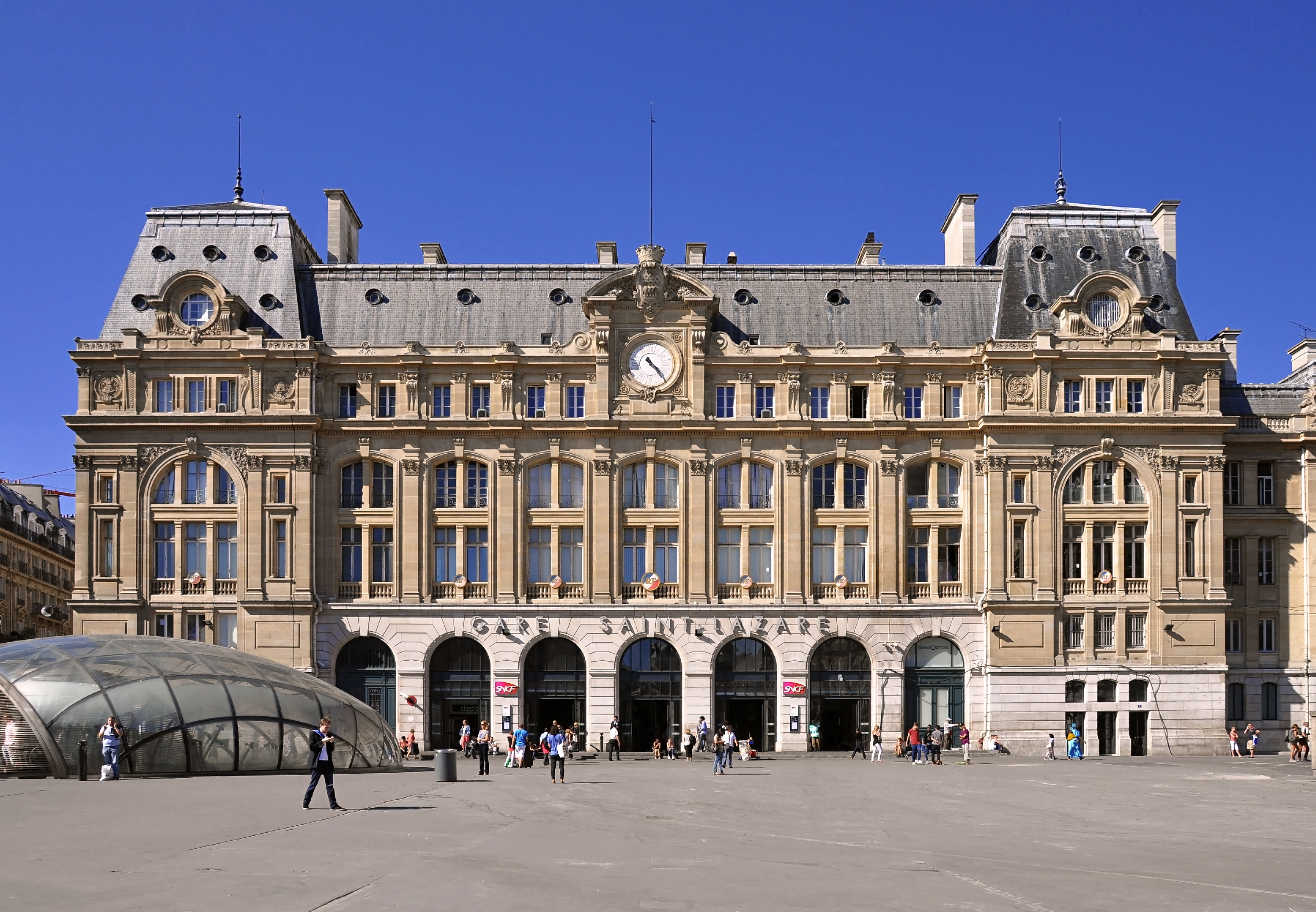
Estación de ferrocarril de París Saint-Lazare.

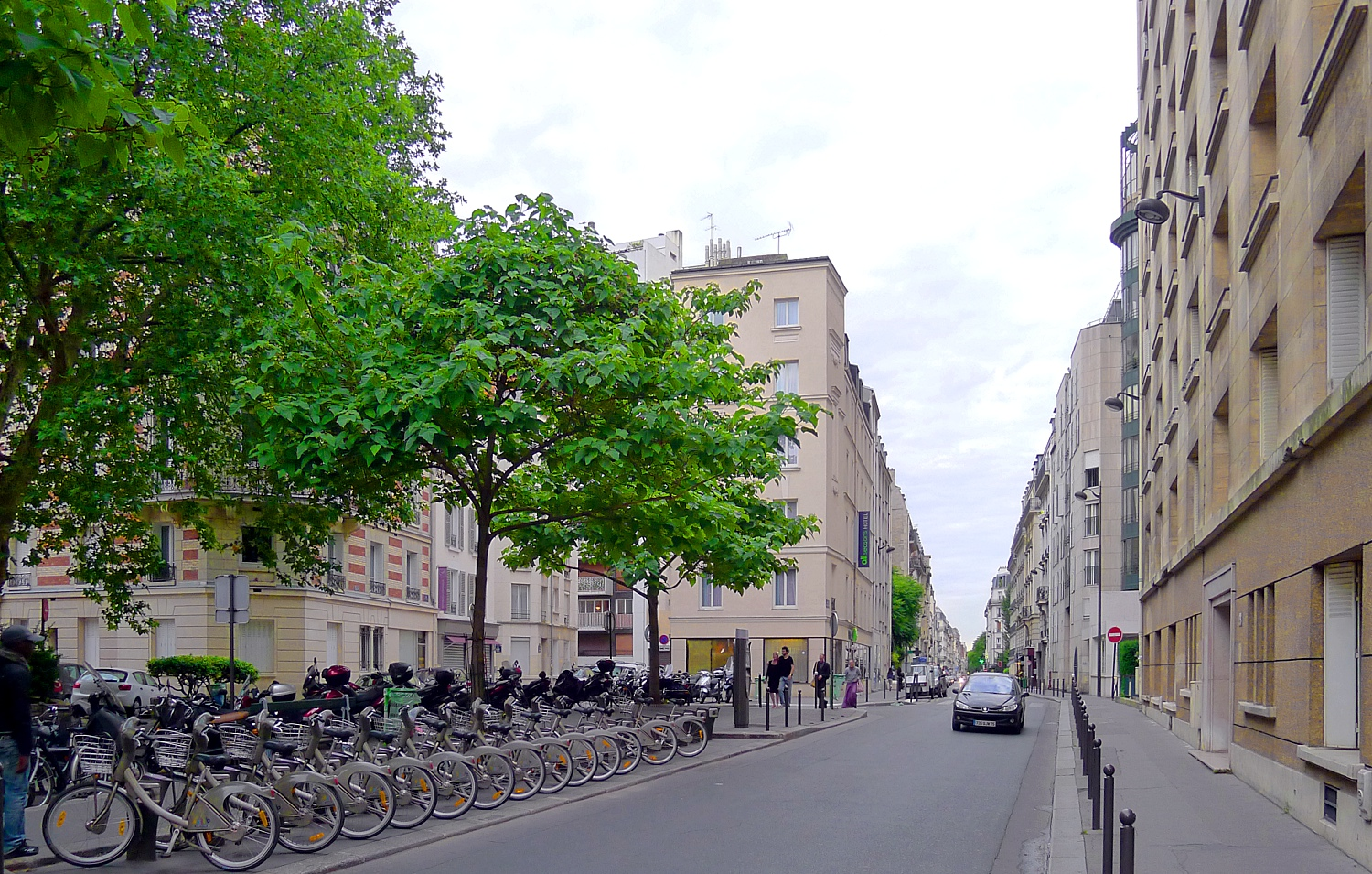
Estación de bicicletas públicas.

Los trenes de cercanías están conectados con el sistema de metro, que a su vez está ligado a un denso tramado de rutas de autobuses.
París se conecta con el resto de Europa gracias a una moderna red de autovías y al completo sistema ferroviario que cuenta con el TGV para conectar con los diferentes puntos de Europa con Londres, Estrasburgo y Stuttgart.
La línea de TGV entre París y Lyon es una de las más transitadas de Francia. Aunque había una vía cuádruple a lo largo de una tercera parte del trayecto y una vía doble a lo largo del resto del trayecto, el ferrocarril ya no podía rendir servicio adecuado durante los períodos de mayor circulación. Después de considerar el progreso que ha habido en otras ciudades —especialmente el «tren bala» de la línea Tōkaidō, que fue un éxito— decidieron construir una vía enteramente nueva.
Desde el principio se tomó la decisión de que la nueva línea de París a Lyon serviría exclusivamente para tráfico de pasajeros, y que se utilizaría equipo rodante diseñado para ir a alta velocidad. Lo más sorprendente de esta línea es que no tiene túneles.
También existe una conexión de alta velocidad entre Barcelona y París que recorre el trayecto en poco más de seis horas.
|  | Aeropuerto                            | Código IATA | Código OACI |
|  | ------------------------------------- | ----------- | ----------- |
|  | Aeropuerto de París-Charles de Gaulle | CDG         | LFPG        |
|  | Aeropuerto de París-Orly              | ORY         | LFPO        |

Desde julio de 2007 París cuenta también con un sistema público de alquiler de bicicletas, llamado Vélib' con 1230 estaciones repartidas por toda la ciudad y más de 14 000 bicicletas. Las bicicletas pueden ser alquiladas los primeros 30 minutos gratis (45 minutos con la suscripción Vélib') y depositada en cualquier otra estación.

## Educación
Durante el año escolar 2005-2006, 263 812 alumnos estaban escolarizados en el sector público, de los cuales 135 570 en el ciclo primario y 128 242 en el secundario, como también 138 527 en el sector privado. París posee establecimientos en zones d'éducation prioritaire (ZEP) o en réseaux d'éducation prioritaire (REP): 214 escuelas primarias y 32 colegios secundarios.
En 2007, la ciudad totalizaba 881 establecimientos públicos de los cuales 323 escuelas maternales, 334 primarias, seis establecimientos especializados (escuelas en hospitales), 110 colegios secundarios, 72 liceos generales y tecnológicos, 34 liceos profesionales y dos liceos experimentales públicos. Se suman 256 establecimientos privados bajo contrato: 110 guarderías y escuelas primarias, una escuela especializada, 67 colegios, 73 liceos generales y tecnológicos.
En la enseñanza secundaria, los liceos Louis-le-Grand y Henri-IV tienen un renombre nacional e internacional.

### Universidades
La enseñanza superior contaba en 2007 aproximadamente 58 500 estudiantes en la Isla de Francia, es decir más del 25 % total del país.
Existe una cierta voluntad de descentralización que condujo en los años 1990 al traslado de dos Grandes Escuelas a otras ciudades: la Escuela Nacional de Administración (ENA) a Estrasburgo y la Escuela Normal Superior a Lyon. Sin embargo, la mayor parte de los establecimientos superiores prestigiosos se encuentran todavía en la región parisina.
En 1819, se fundó en París ESCP Business School; actualmente conocida como la escuela de negocios más antigua del mundo. HEC Paris, la mejor escuela de negocios europea, fundada en 1881, tiene su sede en París.
La prestigiosa escuela de ciencias políticas Sciences Po también se encuentra en la ciudad.

## Cultura

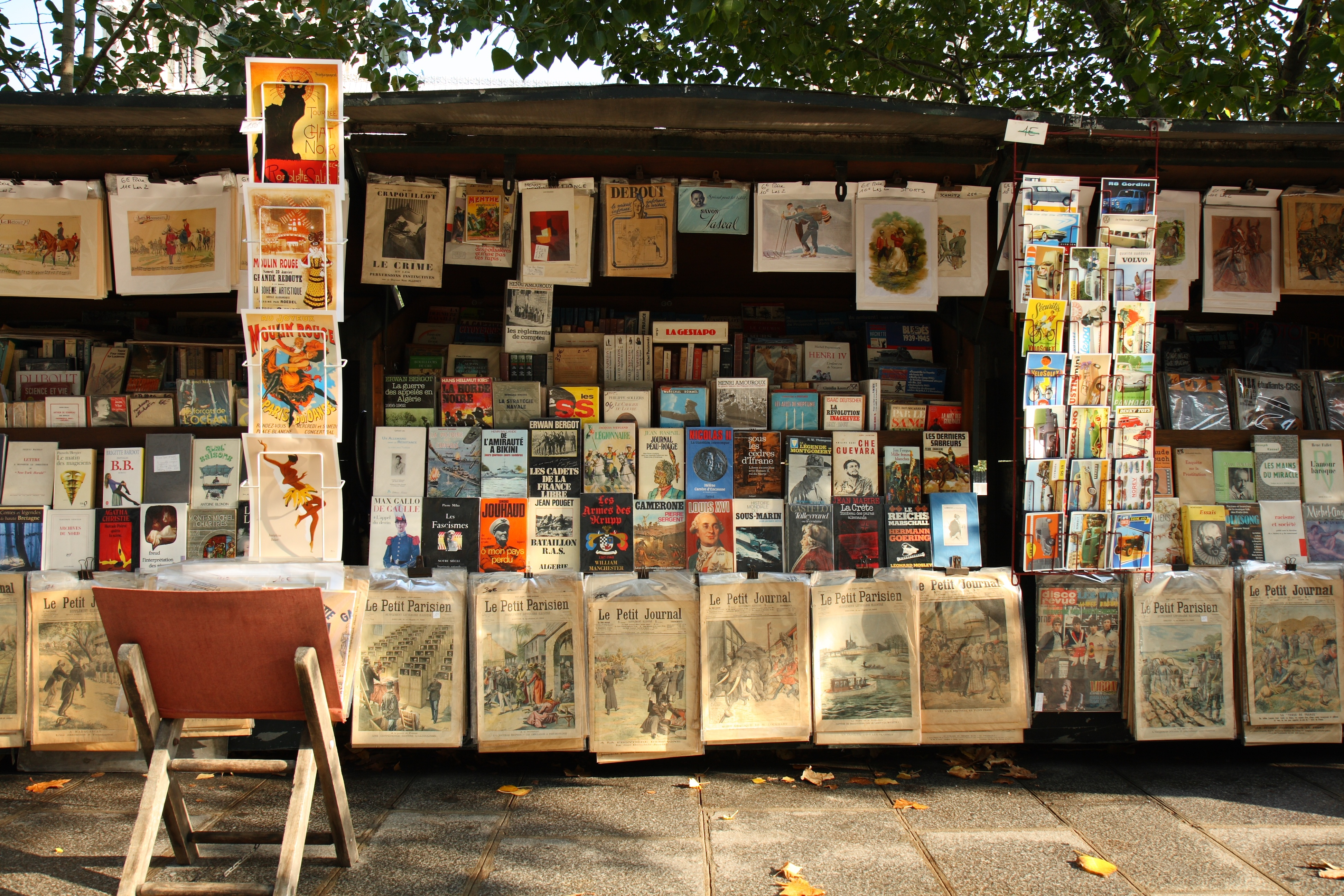
Puesto de un bouquiniste (vendedor de libros de segunda mano).

París ha sido un centro cultural y artístico relevante en la historia occidental. En ella nacieron, se formaron o desarrollaron sus carreras figuras francesas de la talla de René Descartes, Molière, Voltaire, Victor Hugo, Émile Zola, Alexandre Dumas, hijo, Edgar Degas y Claude Monet entre otros. Desde comienzos del siglo XIX y hasta finales de la década de 1960, París fue el centro mundial del arte. Este periodo recibió su brillo de emblemáticos representantes del arte francés como Braque, Duchamp o Matisse y varios artistas extranjeros como Beckett, Brancusi, Bertolt Brecht Buñuel, Hemingway, Joyce, Kandinsky, Mondrian, Picasso y Stravinski. En esta época hubo un progresivo desplazamiento de los centros creativos por diferentes barrios de la ciudad: desde Montmartre, cuna del cubismo, a Montparnasse, escenario de la bohemia de entreguerras y del surrealismo, hasta Saint-Germain-des-Prés, centro del movimiento existencialista asociado con Jean-Paul Sartre, y finalmente al barrio Latino, escenario del Mayo francés. Todos estos núcleos conservan su preeminencia dentro de la vida cultural de la ciudad.
Muchos son los autores que han desarrollado sus historias teniendo a la capital francesa como escenario. Tal es el caso de Trópico de Cáncer (1934) de Henry Miller, Rayuela (1963) de Julio Cortázar y París era una fiesta (1964) de Ernest Hemingway. Además, la ciudad cuenta con el mayor contenido de obras de arte, distribuido en sus numerosos museos y colecciones privadas.

### Arquitectura y urbanismo

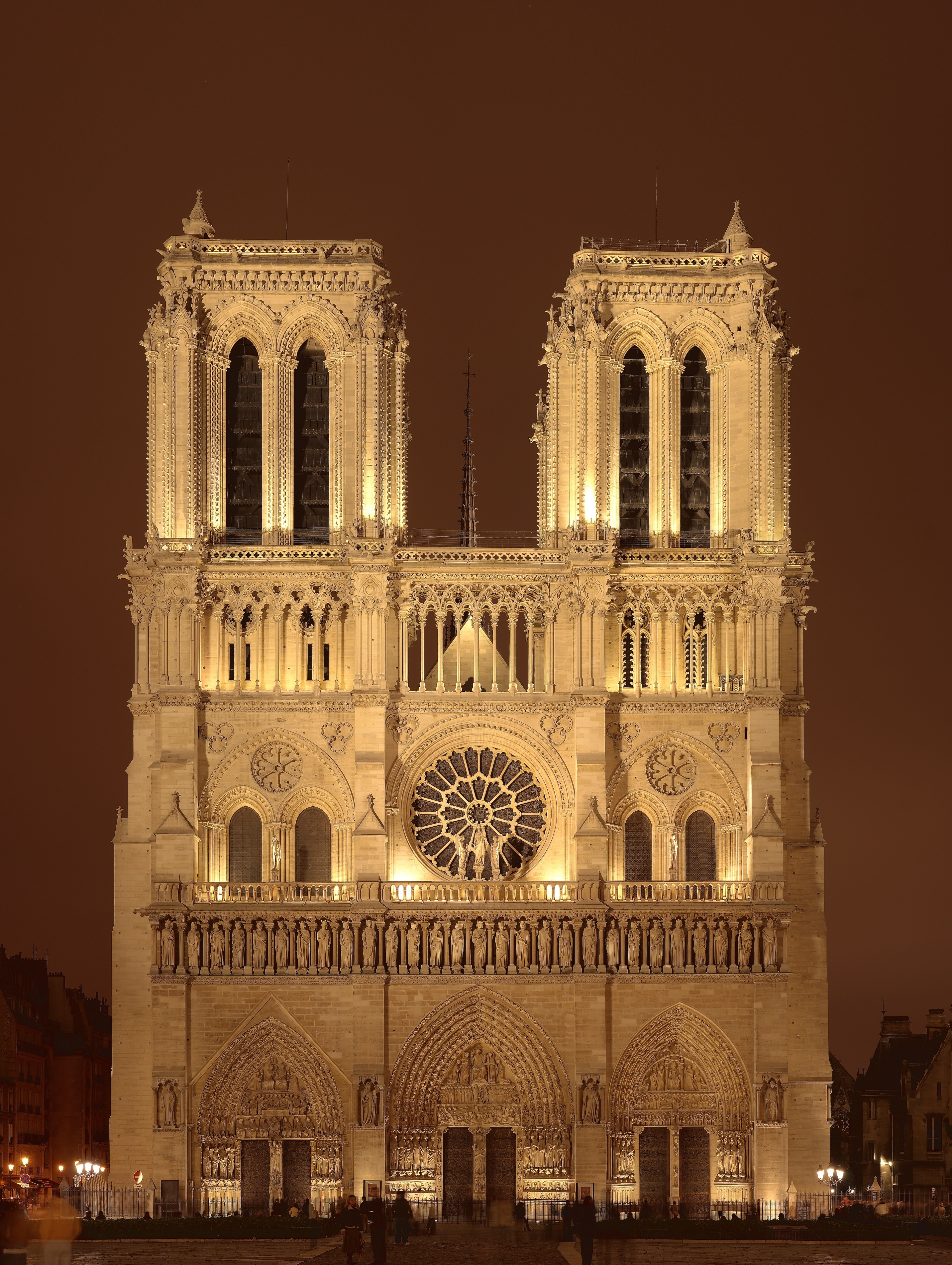
Catedral de Notre-Dame.

Quizá el patrimonio arquitectónico parisino solo tenga parangón con el de Roma,[cita requerida] lo que contribuye a que desde 1991 las Riberas del Sena en París sean consideradas por la Unesco como Patrimonio de la Humanidad.

Vista nocturna de París.

La arquitectura gótica tuvo su origen en la región de París, siendo la basílica real de Saint-Denis la primera que se erigió en este estilo [cita requerida], desde donde se difundió primero a todo el reino de Francia y posteriormente al resto de Europa.
El París «moderno» es el resultado de un vasto plan de remodelación urbana surgido a mediados del siglo XIX. Durante siglos, el corazón de la ciudad había sido un laberinto de estrechas calles y casas medievales, pero a partir de 1852, barón Haussmann hizo un gran plan urbanístico demoliendo gran parte para conformar amplias avenidas alineadas con edificios neoclásicos de piedra destinados a la nueva burguesía; la mayor parte de este «nuevo» París es el que vemos hoy. Estos planes del Segundo Imperio, en muchos casos, están todavía en vigor, ya que la ciudad de París impone desde entonces el llamado «alignement» (ley que define la posición de la edificación dejando un determinado ancho de la calle) sobre muchas de las nuevas construcciones. La altura de un edificio también se determina en función de la anchura de la calle, y el código de construcción de París ha visto pocos cambios desde mediados del siglo XIX para permitir mayores construcciones.

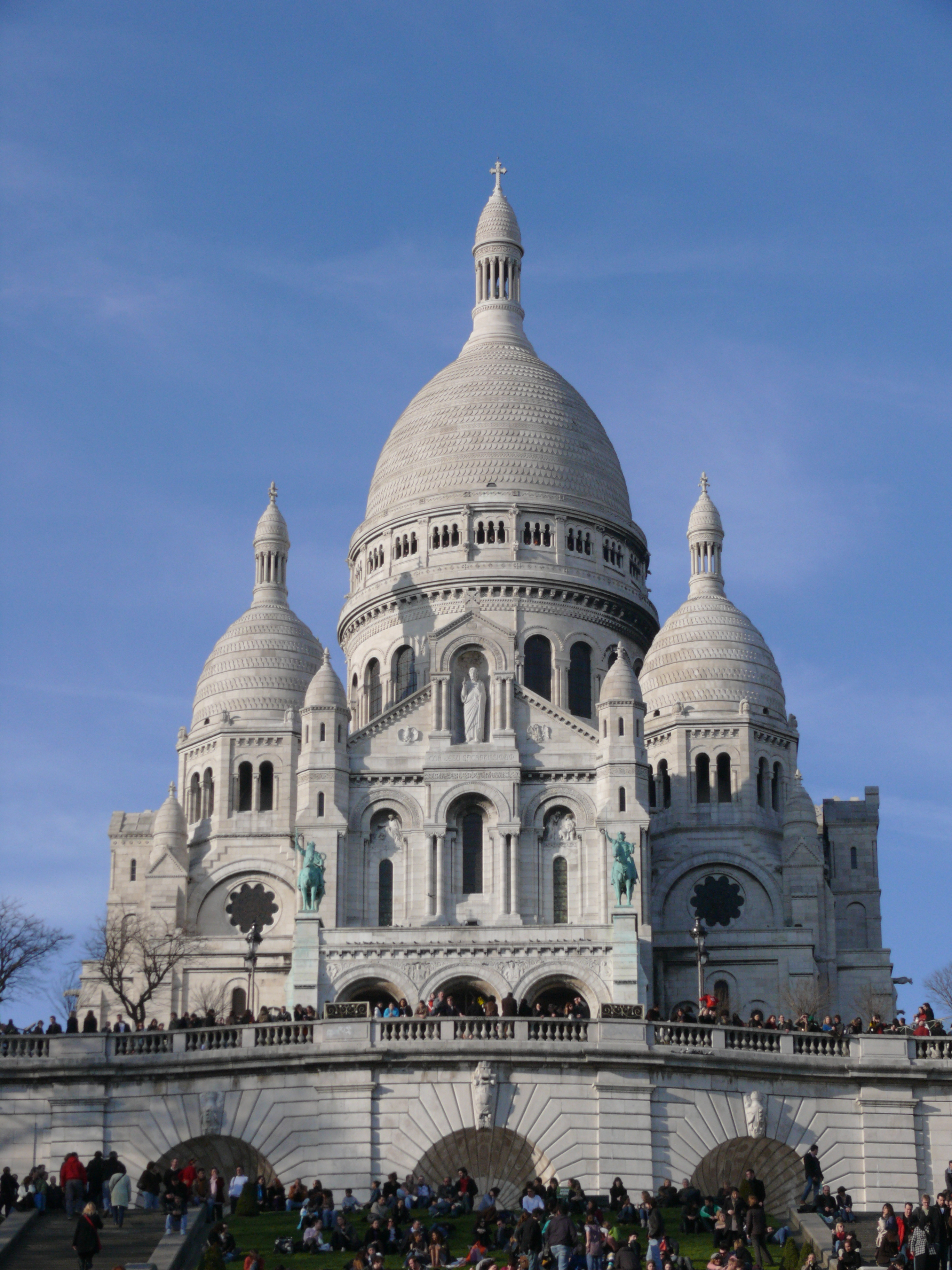
Basílica del Sacré Cœur en Montmartre.

El esfuerzo por preservar el pasado histórico de París y las leyes actuales hacen que resulte difícil crear dentro de los límites de la ciudad grandes edificios y servicios públicos necesarios para una población creciente. Muchas de las instituciones y la infraestructura económica ya se encuentran en la periferia o en proceso de hacerlo. Las empresas financieras (La Défense), distrito de negocios, el principal mercado mayorista de alimentos (Rungis), las principales escuelas de renombre (École Polytechnique, ENSAM, HEC, ESSEC, INSEAD, etc.), los laboratorios de investigación de fama mundial (en Saclay o Avenue), el estadio deportivo más grande (Estadio de Francia), e incluso algunos ministerios (como el de Transporte) se encuentran fuera de la ciudad de París. Los Archivos Nacionales de Francia están siendo trasladados a los suburbios del norte, proceso que deberá concluir hacia fines de 2010. Sin embargo, los severos límites inmutables, los estrictos códigos de construcción y la falta de terreno urbanizable no han creado en París el fenómeno llamado "museificación" que conocen otras ciudades europeas.

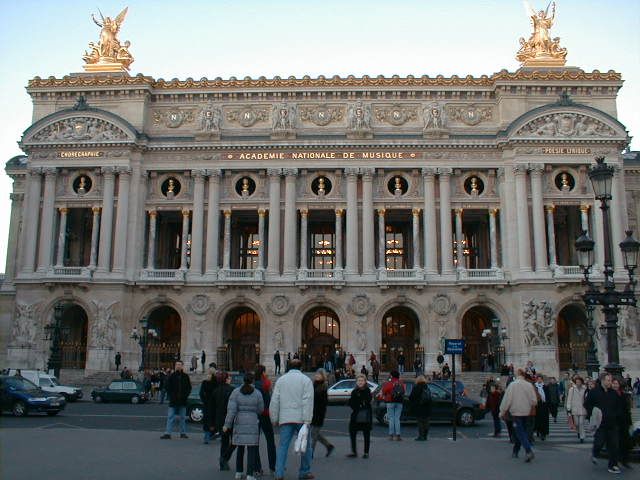
Ópera Garnier.

Tres de los más populares y antiguos parques de París son: el Jardín de las Tullerías, creado en el siglo XVI para el palacio del mismo nombre (hoy desaparecido) y situado en la orilla derecha del Sena, cerca del Louvre; el Jardín de Luxemburgo; y el Jardin des Plantes, creado por Guy de la Brosse, el médico de Luis XIII. La mayoría de los otros parques de París son creaciones del Segundo Imperio: Los parques de Montsouris, Buttes-Chaumont y el parque Monceau son obra de Jean-Charles Alphand, ingeniero de Napoleón III. Otro proyecto ejecutado en este periodo, fue el bosque de Boulogne, al oeste de París. El bosque de Vincennes, a su lado oriental, recibió un tratamiento similar durante los años siguientes. Estos bosques ofrecen a la ciudad 2000 hectáreas de naturaleza, a los que se suman otros espacios de reciente creación como el parque de la Villette y el parque de Bercy. Los parques temáticos y de atracciones como Disneyland Resort Paris y el Parc Astérix se encuentran en la periferia, bastante alejados de la ciudad.

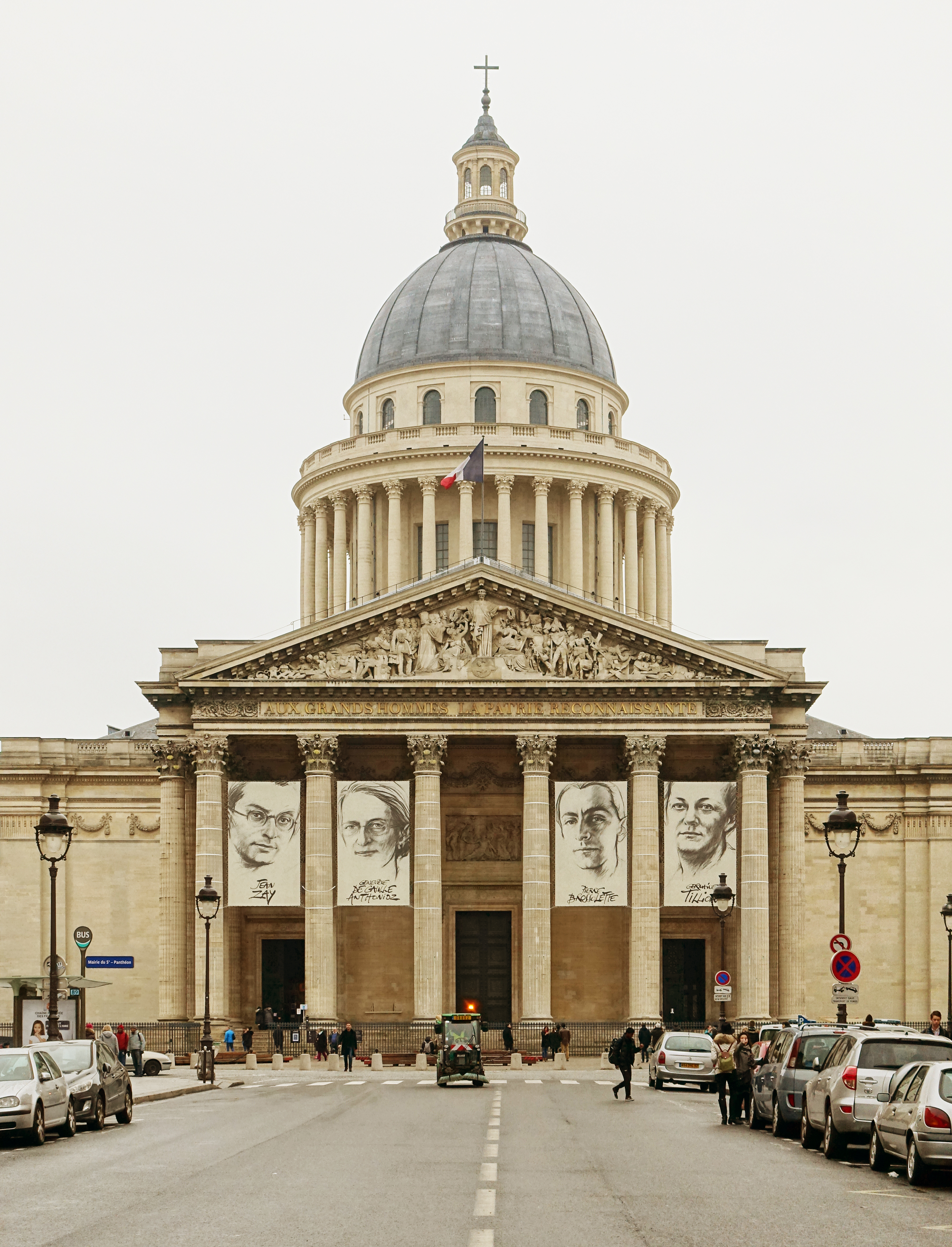
Panteón de París.

### Museos
Además del Museo del Louvre, París tiene una amplia oferta museística.

### Cinematografía
El 28 de diciembre de 1895 en París, los hermanos Lumière (Auguste y Louis) dan la primera exhibición de una película cinematográfica. El 2 de febrero de 2000 en París, Philippe Binant realizó la primera proyección de cine digital público de Europa, fundada sobre la aplicación de un MEMS (DLP CINEMA) desarrollado por Texas Instruments.

### Deportes
La ciudad tiene 360 instalaciones deportivas: 182 canchas de tenis, 131 gimnasios municipales, 36 piscinas (alojamiento: 3,4 millones de entradas en 2006) y 10 cuencas de las escuelas, 32 estadios municipales, dos de deportes acuáticos sin olvidar que los seis parques interdepartamental se dividen en tres departamentos con respecto a París y de fácil acceso.
| Equipo                            | Deporte    | Competición    | Estadio                        | Creación |
| --------------------------------- | ---------- | -------------- | ------------------------------ | -------- |
| Paris Saint-Germain Football Club | Fútbol     | Ligue 1        | Parc des Princes               | 1970     |
| Paris Football Club               | Fútbol     | Ligue 1        | Stade Jean-Bouin               | 1969     |
| Racing Métro 92                   | Rugby      | Top 14         | Stade Olympique Yves-du-Manoir | 1890     |
| Stade Français Paris              | Rugby      | Top 14         | Stade Charléty                 | 1883     |
| Paris-Levallois Basket            | Baloncesto | LNB Pro A      | Stade Pierre-de-Coubertin      | 2007     |
| Paris Saint-Germain Handball      | Balonmano  | LNH División 1 | Stade Pierre-de-Coubertin      | 2007     |

La ciudad de París ha organizado tres Juegos Olímpicos de Verano (en 1900, 1924 y 2024).
Se ha celebrado en dos ocasiones los partidos de inauguración y final de la Copa Mundial de Fútbol, estas fueron la Copa Mundial de Fútbol de 1938 y la Copa Mundial de Fútbol de 1998.
Alberga la principal competición de tenis del mundo en tierra batida, (Torneo de Roland Garros) uno de los cuatro torneos pertenecientes al Grand Slam.
El Tour de Francia, la principal carrera de ciclismo en ruta del mundo, finaliza tradicionalmente en París: el Parc des Princes desde 1930 hasta 1967, el Velódromo de Vincennes desde 1968 hasta 1974, y la avenida de los Campos Elíseos desde 1975.
En París, se celebran tradicionalmente los encuentros que participa la selección francesa de rugby en el Torneo de las Seis Naciones.
Anualmente se celebra en el hipódromo de Longchamp en el Bosque de Boulogne (Bois de Boulogne) el gran Premio del Arco de Triunfo (Prix de l'Arc du Triomphe).
El Stade Olympique Yves-du-Manoir fue sede de las pruebas de atletismo y fútbol de los Juegos Olímpicos de París 1924, a la vez que albergó la final de la Copa Mundial de Fútbol de 1938.
En tanto, el Parc des Princes fue sede de la final de la Eurocopa en 1960 y 1984, y la final de la Copa de Campeones de Europa de 1956, 1975, 1981.
El Estadio Jean-Bouin ha albergado el Seven de Francia, el torneo de rugby que integra la Serie Mundial de Rugby 7.

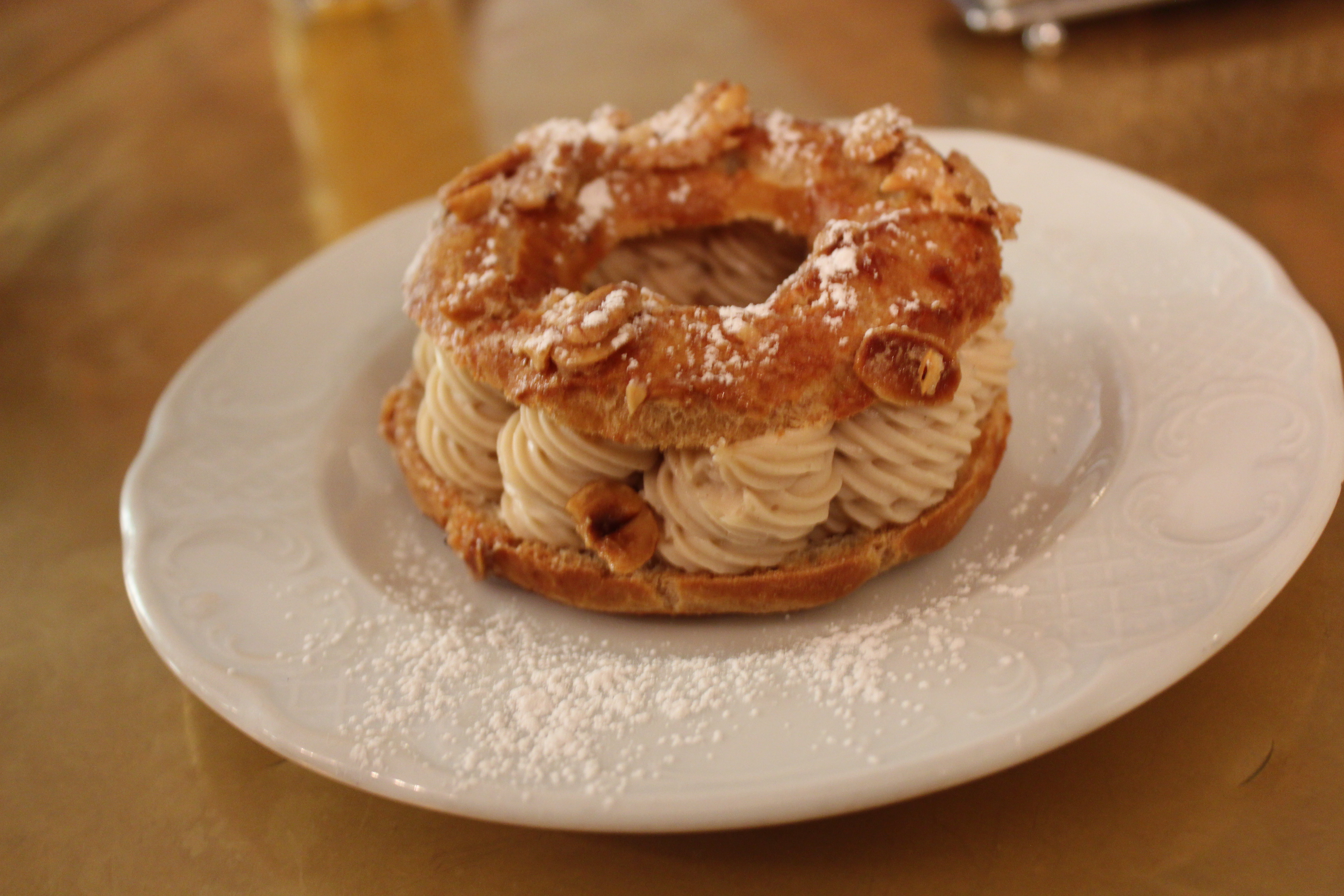
El Paris-Brest, postre de origen parisino.

### Gastronomía de París
La gastronomía de París es rica y variada. Todas las carnes son disfrutadas por los parisinos en numerosos platos típicos: côte rôtie, entrecôte Bercy, saucisson à l'ail, bœuf-miroton... y la gallina de Houdan, una especie casi desaparecida y apreciada hasta hace un siglo. En cuanto a vegetales, de todas las frutas y hortalizas se puede uno encontrar en París. La cereza de Montmorency tiene mucha tradición, así como los champignons de París que dieron su nombre en España al champiñón; también la tuvieron las zanahorias de Croissy y los espárragos de Argenteuil, hoy desaparecidos... Además de muchos quesos, como el brie o el coulommiers.
Ello sin olvidar la importante tradición pastelera de la capital (tarta Bourdaloue, Saint-Honoré, brioche y viennoiseries, financier, milhojas, Paris-Brest...) y algunas de sus especialidades antológicas como el cruasán hojaldrado, la baguette, el croque-monsieur y la sopa de cebolla.
En París surgió en el siglo XIX la alta cocina, un estilo de cocina hoy día servido en hoteles y restaurantes de lujo. Algunos de los grandes restaurantes gourmet parisinos, son por ejemplo Maxim's (abierto en 1893), Le Grand Véfour (1784), L'Archestrate (1968-1985), y La Tour d'Argent (1582).

## Ciudades hermanadas y acuerdos de amistad
Desde 1956 París está hermanada de modo exclusivo y recíproco con Roma («Solo París es digna de Roma; solo Roma es digna de París»; «Seule París est digne de Rome; seule Rome est digne de Paris» en francés y «Solo Parigi è degna di Roma; solo Roma è degna di Parigi» en italiano).
La capital francesa también firmó varios pactos de amistad y colaboración con otras grandes ciudades en el mundo:
- 1958: Kioto (Japón)
- 1982: Tokio (Japón)
- 1985: El Cairo (Egipto)
- 1987: Amán (Jordania), Saná (Yemen), Berlín (Alemania)
- 1991: Caracas (Venezuela), Seúl (Corea del Sur)
- 1992: Moscú (Rusia)
- 1993: Beirut (Líbano)
- 1995: Yakarta (Indonesia)
- 1996: Chicago (Estados Unidos), San Francisco (Estados Unidos), Quebec (Canadá)
- 1997: Santiago de Chile (Chile), Riad (Arabia Saudita), Pekín (China), Praga (República Checa), Tiflis (Georgia), San Petersburgo (Rusia)
- 1998: Lisboa (Portugal), Sofía (Bulgaria), Sídney (Australia), Ereván (Armenia)
- 1999: Amán (Jordania), Varsovia (Polonia), Buenos Aires (Argentina), Ciudad de México (México)
- 2000: Washington D. C. (Estados Unidos), Madrid (España), Atenas (Grecia), Caracas (Venezuela)
- 2001: Londres (Reino Unido), Porto Alegre (Brasil)
- 2002: Ginebra (Suiza)
- 2003: Quebec (Canadá, 2.ª vez), San Petersburgo (Rusia, 2.ª vez)
- 2004: São Paulo (Brasil), Rabat (Marruecos), Casablanca (Marruecos), Túnez (Túnez), Washington D. C. (Estados Unidos, 2.ª vez)
- 2005: Copenhague (Dinamarca)
- 2006: Beirut (Líbano, 2.ª vez), El Cairo (Egipto, 2.ª vez), Montreal (Canadá)
- 2007: Nom Pen (Camboya)
- 2009: Estambul (Turquía), Jericó (Palestina), Quebec (Canadá, 3.ª vez), Río de Janeiro (Brasil), San Francisco (Estados Unidos, 2.ª vez)
- 2010: Tel Aviv (Israel), Doha (Catar)
- 2011: Ramallah (Palestina), Río de Janeiro (Brasil, 2.ª vez), São Paulo (Brasil, 2.ª vez), Dakar (Senegal), Ereván (Armenia, 2.ª vez)
- 2013: Ámsterdam (Países Bajos), Montevideo (Uruguay)
- 2014: Ciudad de México (México, 2.ª vez).

| Predecesor: Atenas Amberes Tokio                                      | Ciudad Olímpica 1900 1924 2024                                                          | Sucesor: San Luis Ámsterdam Los Ángeles |
| Predecesor: Berlín                                                    | Capital Europea de la Cultura 1989                                                      | Sucesor: Glasgow                        |
| Predecesor: —                                                         | Sede de las Sesiones del Comité del Patrimonio de la Humanidad 1977                     | Sucesor: Washington D. C.               |
| Predecesor: El Cairo y Luxor                                          | Sede de las Sesiones del Comité del Patrimonio de la Humanidad 1980                     | Sucesor: Sídney                         |
| Predecesor: Sídney                                                    | Sede de las Sesiones del Comité del Patrimonio de la Humanidad 1982                     | Sucesor: Florencia                      |
| Predecesor: Buenos Aires                                              | Sede de las Sesiones del Comité del Patrimonio de la Humanidad 1985 1986 1987           | Sucesor: Brasilia                       |
| Predecesor: Brasilia                                                  | Sede de las Sesiones del Comité del Patrimonio de la Humanidad 1988                     | Sucesor: Banff                          |
| Predecesor: Brasilia                                                  | Sede de las Sesiones del Comité del Patrimonio de la Humanidad 2011                     | Sucesor: San Petersburgo                |
| Predecesor: Bali                                                      | Sede de las Sesiones del Comité del Patrimonio cultural inmaterial de la Humanidad 2012 | Sucesor: Bakú                           |
| Para diez filas o más, usa la nueva versión de la plantilla:sucesión. |                                                                                         |                                         |

| Predecesor: Lima | Sede de las Conferencias de las Naciones Unidas sobre el cambio climático 2015 | Sucesor: Marrakech |